# Liga Światowa w Piłce Siatkowej 2011 (grupa B)
W fazie interkontynentalnej Ligi Światowej siatkarzy występowało 16 reprezentacji. W grupie B znalazły się: Bułgaria, Japonia, Niemcy i Rosja.
Mecze w grupie B rozegrane zostały pomiędzy 27 maja a 1 lipca. Do Final Eight awansowały Rosja i Bułgaria, Niemcy zajęli 11. miejsce w klasyfikacji końcowej, do eliminacji do Ligi Światowej 2012 trafić powinna Japonia, która zajęła 4. miejsce w grupie i 15. miejsce w klasyfikacji końcowej Ligi Światowej, jednak FIVB podjęła decyzję, że niezależnie od wyników Japonia będzie miała zagwarantowane miejsce w Lidze Światowej, ponieważ wszystkie swoje mecze grała na wyjeździe.

## Tabela
| Lp. | Drużyna  | Pkt | Mecze | Mecze   | Mecze   | Sety | Sety | Sety  | Małe punkty | Małe punkty | Małe punkty |
| Lp. | Drużyna  | Pkt | M     | W (3:2) | P (2:3) | wyg. | prz. | ratio | zdob.       | str.        | ratio       |
| --- | -------- | --- | ----- | ------- | ------- | ---- | ---- | ----- | ----------- | ----------- | ----------- |
| 1   | Rosja    | 31  | 12    | 11 (2)  | 1 (0)   | 34   | 9    | 3.778 | 1046        | 857         | 1.221       |
| 2   | Bułgaria | 22  | 12    | 7 (2)   | 5 (3)   | 27   | 22   | 1.227 | 1057        | 1045        | 1.011       |
| 3   | Niemcy   | 15  | 12    | 5 (3)   | 7 (3)   | 23   | 28   | 0.821 | 1111        | 1127        | 0.986       |
| 4   | Japonia  | 4   | 12    | 1 (1)   | 11 (2)  | 10   | 35   | 0.286 | 884         | 1069        | 0.827       |

Źródło: FIVB
Punktacja: 3:0 i 3:1 – 3 pkt; 3:2 – 2 pkt; 2:3 – 1 pkt; 1:3 i 0:3 – 0 pkt
Zasady ustalania kolejności: 1. liczba punktów; 2. liczba zwycięstw; 3. stosunek setów; 4. stosunek małych punktów; 5. bilans w bezpośrednich meczach
     awans do Final Eight

## Mecze
Godzina rozpoczęcia meczu jest podana w czasie lokalnym.

1. kolejka
| 27 maja 2011 | Rosja                      | 3:0 (25:22, 25:20, 25:18) | Japonia                 | Ufa Arena, Ufa                                                      |  |
| 18:10        | Aleksiej Spiridonow 16 pkt | raport                    | Kunihiro Shimizu 12 pkt | Widzów: 4794 Sędziowie: Abdullah Ali al-Khelaifi i Adrian Flückiger |  |

| 28 maja 2011 | Rosja                   | 3:1 (22:25, 25:19, 25:12, 25:12) | Japonia                 | Ufa Arena, Ufa                                                      |  |
| 18:10        | Dmitrij Muserski 14 pkt | raport                           | Kunihiro Shimizu 12 pkt | Widzów: 4257 Sędziowie: Adrian Flückiger i Abdullah Ali al-Khelaifi |  |

| 28 maja 2011 | Bułgaria              | 2:3 (25:21, 18:25, 21:25, 25:15, 10:15) | Niemcy              | Pałac Kultury i Sportu, Warna                             |  |
| 18:10        | Matej Kazijski 24 pkt | raport                                  | Robert Kromm 14 pkt | Widzów: 2950 Sędziowie: Zorica Bjelić i Hennadij Kondakow |  |

| 29 maja 2011 | Bułgaria                | 3:2 (25:21, 23:25, 25:22, 20:25, 15:9) | Niemcy               | Pałac Kultury i Sportu, Warna                             |  |
| 18:10        | Władimir Nikołow 27 pkt | raport                                 | Jochen Schöps 22 pkt | Widzów: 2500 Sędziowie: Hennadij Kondakow i Zorica Bjelić |  |

2. kolejka
| 3 czerwca 2011 | Rosja                   | 3:0 (29:27, 25:23, 25:23) | Niemcy               | Kompleks sportowy „Jantarnyj”, Królewiec                                    |  |
| 18:10          | Maksim Michajłow 17 pkt | raport                    | Jochen Schöps 14 pkt | Widzów: 6435 Sędziowie: Susana María Rodríguez Játiva i Borisław Pobornikow |  |

| 4 czerwca 2011 | Rosja                   | 3:0 (25:23, 25:15, 25:22) | Niemcy                                 | Kompleks sportowy „Jantarnyj”, Królewiec                                    |  |
| 18:10          | Maksim Michajłow 16 pkt | raport                    | Robert Kromm 7 pkt Jochen Schöps 7 pkt | Widzów: 3823 Sędziowie: Borisław Pobornikow i Susana María Rodríguez Játiva |  |

| 4 czerwca 2011 | Bułgaria                | 3:1 (22:25, 25:21, 25:16, 25:20) | Japonia                 | Pałac Kultury i Sportu, Warna                           |  |
| 18:10          | Władimir Nikołow 21 pkt | raport                           | Kunihiro Shimizo 19 pkt | Widzów: 3000 Sędziowie: Ahti Huhtaniska i Geert Blyaert |  |

| 5 czerwca 2011 | Bułgaria               | 3:0 (25:14, 25:17, 25:19) | Japonia             | Pałac Kultury i Sportu, Warna                           |  |
| 18:10          | Todor Aleksijew 13 pkt | raport                    | Yū Koshikawa 10 pkt | Widzów: 3050 Sędziowie: Geert Blyaert i Ahti Huhtaniska |  |

3. kolejka
| 10 czerwca 2011 | Rosja                  | 3:0 (25:15, 25:20, 25:18) | Bułgaria                                   | DS Energetik, Surgut                            |  |
| 18:10           | Dienis Biriukow 13 pkt | raport                    | Todor Aleksijew 9 pkt Teodor Todorow 9 pkt | Widzów: 5450 Sędziowie: Piotr Dudek i Liu Jiang |  |

| 11 czerwca 2011 | Rosja                   | 3:0 (25:14, 27:25, 25:20) | Bułgaria              | DS Energetik, Surgut                            |  |
| 18:10           | Maksim Michajłow 22 pkt | raport                    | Matej Kazijski 11 pkt | Widzów: 5350 Sędziowie: Liu Jiang i Piotr Dudek |  |

| 11 czerwca 2011 | Niemcy              | 3:2 (20:25, 23:25, 25:23, 25:11, 18:16) | Japonia                 | Panorama Arena, Friedrichshafen                    |  |
| 19:10           | Robert Kromm 22 pkt | raport                                  | Kunihiro Shimizu 23 pkt | Widzów: 2000 Sędziowie: Joo Dong-wook i Aziz Yener |  |

| 12 czerwca 2011 | Niemcy               | 2:3 (21:25, 22:25, 29:27, 25:19, 14:16) | Japonia                 | Panorama Arena, Friedrichshafen                    |  |
| 20:10           | Jochen Schöps 24 pkt | raport                                  | Tatsuya Fukuzawa 25 pkt | Widzów: 1500 Sędziowie: Aziz Yener i Joo Dong-wook |  |

4. kolejka
| 18 czerwca 2011 | Rosja                  | 3:0 (25:22, 25:15, 25:20) | Japonia                 | DS Energetik, Surgut                                            |  |
| 18:10           | Dienis Biriukow 15 pkt | raport                    | Tatsuya Fukuzawa 12 pkt | Widzów: 5660 Sędziowie: Patricia Salvatore i Jaafar Ebrahim Ali |  |

| 19 czerwca 2011 | Rosja                  | 3:0 (25:15, 25:18, 25:21) | Japonia            | DS Energetik, Surgut                                            |  |
| 18:10           | Dienis Biriukow 15 pkt | raport                    | Yū Koshikawa 9 pkt | Widzów: 5130 Sędziowie: Jaafar Ebrahim Ali i Patricia Salvatore |  |

| 18 czerwca 2011 | Niemcy               | 3:2 (25:18, 25:21, 18:25, 18:25, 15:13) | Bułgaria              | Bremen Arena, Brema                                    |  |
| 18:10           | Jochen Schöps 20 pkt | raport                                  | Cwetan Sokołow 33 pkt | Widzów: 1300 Sędziowie: Gilles Gaupp i Kari Partiainen |  |

| 19 czerwca 2011 | Niemcy               | 1:3 (24:26, 22:25, 25:20, 23:25) | Bułgaria              | Bremen Arena, Brema                                    |  |
| 18:10           | Jochen Schöps 16 pkt | raport                           | Cwetan Sokołow 26 pkt | Widzów: 1800 Sędziowie: Kari Partiainen i Gilles Gaupp |  |

5. kolejka
| 23 czerwca 2011 | Niemcy                                   | 2:3 (14:25, 25:22, 25:21, 23:25, 7:15) | Rosja                   | Max-Schmeling-Halle, Berlin                             |  |
| 19:40           | Robert Kromm 23 pkt Jochen Schöps 23 pkt | raport                                 | Maksim Michajłow 18 pkt | Widzów: 3751 Sędziowie: Dejan Jovanović i Milan Labašta |  |

| 24 czerwca 2011 | Niemcy                                   | 1:3 (29:27, 20:25, 17:25, 26:28) | Rosja                   | Max-Schmeling-Halle, Berlin                             |  |
| 19:40           | Robert Kromm 14 pkt Jochen Schöps 14 pkt | raport                           | Maksim Michajłow 21 pkt | Widzów: 3750 Sędziowie: Milan Labašta i Dejan Jovanović |  |

| 25 czerwca 2011 | Bułgaria              | 3:0 (25:20, 25:21, 25:23) | Japonia              | Pałac Kultury i Sportu, Warna                            |  |
| 18:10           | Cwetan Sokołow 23 pkt | raport                    | Yuta Yoneyama 12 pkt | Widzów: 4000 Sędziowie: Luo Wensheng i Nathanon Sowapark |  |

| 26 czerwca 2011 | Bułgaria              | 3:2 (25:21, 20:25, 25:13, 21:25, 15:10) | Japonia                 | Pałac Kultury i Sportu, Warna                            |  |
| 18:10           | Cwetan Sokołow 29 pkt | raport                                  | Tatsuya Fukuzawa 26 pkt | Widzów: 4100 Sędziowie: Nathanon Sowapark i Luo Wensheng |  |

6. kolejka
| 30 czerwca 2011 | Bułgaria              | 3:1 (25:22, 18:25, 30:28, 25:20) | Rosja                   | Pałac Kultury i Sportu, Warna                           |  |
| 18:10           | Cwetan Sokołow 19 pkt | raport                           | Maksim Michajłow 21 pkt | Widzów: 5950 Sędziowie: Philip Vereecke i Nihat Ermihan |  |

| 1 lipca 2011 | Bułgaria               | 2:3 (14:25, 25:23, 13:25, 25:22, 12:15) | Rosja                   | Pałac Kultury i Sportu, Warna                           |  |
| 18:10        | Todor Aleksijew 15 pkt | raport                                  | Maksim Michajłow 20 pkt | Widzów: 5990 Sędziowie: Nihat Ermihan i Philip Vereecke |  |

| 30 czerwca 2011 | Niemcy              | 3:1 (22:25, 25:21, 25:20, 25:21) | Japonia                 | Porsche Arena, Stuttgart                                    |  |
| 18:40           | Robert Kromm 17 pkt | raport                           | Tatsuya Fukuzawa 21 pkt | Widzów: 2100 Sędziowie: Piotr Dudek i Dorin Mirel Zaharescu |  |

| 1 lipca 2011 | Niemcy              | 3:0 (25:14, 25:22, 25:20) | Japonia                 | Porsche Arena, Stuttgart                                    |  |
| 19:10        | Robert Kromm 17 pkt | raport                    | Kunihiro Shimizu 17 pkt | Widzów: 3000 Sędziowie: Dorin Mirel Zaharescu i Piotr Dudek |  |

## Spotkania 1. kolejki

### Rosja – Japonia (1. mecz)
Piątek, 27 maja 2011 – 18:10 (UTC+6) • Ufa Arena, Ufa
Widzów: 4 794
Czas trwania meczu: 83 minuty
Sędziowie: Abdullah Ali al-Khelaifi (Arabia Saudyjska) i Adrian Flückiger (Szwajcaria)
| Rosja                      | 3:0                                         | Japonia                 |
| Aleksiej Spiridonow 16 pkt | (25:22, 25:20, 25:18) raport P-2 raport P-3 | Kunihiro Shimizu 12 pkt |

| Poz.            | Nr | Zawodnik            | 1           | 2           | 3           | 4 | 5 | Pkt |
| --------------- | -- | ------------------- | ----------- | ----------- | ----------- | - | - | --- |
| P               | 4  | Taras Chtiej        | 1 wskładzie | 1 wskładzie | 1 wskładzie |   |   | 9   |
| R               | 5  | Siergiej Grankin    | 1 wskładzie | 1 wskładzie | 1 wskładzie |   |   | 1   |
| Ś               | 13 | Dmitrij Muserski    | 1 wskładzie | 1 wskładzie | 1 wskładzie |   |   | 8   |
| P               | 15 | Aleksiej Spiridonow | 1 wskładzie | 1 wskładzie | 1 wskładzie |   |   | 16  |
| A               | 17 | Maksim Michajłow    | 1 wskładzie | 1 wskładzie | 1 wskładzie |   |   | 9   |
| Ś               | 18 | Aleksandr Wołkow    | 1 wskładzie | 1 wskładzie | 1 wskładzie |   |   | 10  |
| L               | 9  | Aleksander Sokołow  | L           | L           | L           |   |   |     |
| Zmiany          |    |                     |             |             |             |   |   |     |
| A               | 1  | Dmitrij Ilinych     |             | 2 zmiana    | 2 zmiana    |   |   |     |
| P               | 8  | Dienis Biriukow     |             |             | 2 zmiana    |   |   | 5   |
| R               | 12 | Aleksander But'ko   |             | 2 zmiana    | 2 zmiana    |   |   |     |
| Trener          |    |                     |             |             |             |   |   |     |
| Władimir Alekno |    |                     |             |             |             |   |   |     |

| Poz.         | Nr | Zawodnik          | 1           | 2           | 3           | 4 | 5 | Pkt |
| ------------ | -- | ----------------- | ----------- | ----------- | ----------- | - | - | --- |
| R            | 5  | Daisuke Usami     | 1 wskładzie | 1 wskładzie | 1 wskładzie |   |   |     |
| Ś            | 9  | Takaaki Tomimatsu | 1 wskładzie | 1 wskładzie | 1 wskładzie |   |   | 11  |
| Ś            | 12 | Kota Yamamura     | 1 wskładzie | 1 wskładzie | 1 wskładzie |   |   | 3   |
| A            | 13 | Kunihiro Shimizu  | 1 wskładzie | 1 wskładzie | 1 wskładzie |   |   | 12  |
| P            | 16 | Yusuke Ishijima   | 1 wskładzie | 1 wskładzie |             |   |   | 6   |
| P            | 18 | Yuta Yoneyama     | 1 wskładzie | 1 wskładzie | 1 wskładzie |   |   | 4   |
| L            | 10 | Osamu Tanabe      | L           | L           | L           |   |   |     |
| Zmiany       |    |                   |             |             |             |   |   |     |
| R            | 2  | Yuta Abe          |             | 2 zmiana    |             |   |   |     |
| A            | 7  | Takahiro Yamamoto | 2 zmiana    | 2 zmiana    | 2 zmiana    |   |   |     |
| P            | 14 | Tatsuya Fukuzawa  |             |             | 2 zmiana    |   |   |     |
| P            | 17 | Yū Koshikawa      | 2 zmiana    | 2 zmiana    | 1 wskładzie |   |   | 5   |
| Trener       |    |                   |             |             |             |   |   |     |
| Tatsuya Ueta |    |                   |             |             |             |   |   |     |

Statystyki meczowe
| Rosja | STATYSTYKI        | Japonia |
| 75    | MAŁE PUNKTY       | 60      |
| 46    | ATAK              | 37      |
| 9     | BLOK              | 3       |
| 3     | SERWIS            | 1       |
| 17    | BŁĘDY PRZECIWNIKA | 19      |

### Rosja – Japonia (2. mecz)
Sobota, 28 maja 2011 – 18:10 (UTC+6) • Ufa Arena, Ufa
Widzów: 4 257
Czas trwania meczu: 107 minut
Sędziowie: Adrian Flückiger (Szwajcaria) i Abdullah Ali al-Khelaifi (Arabia Saudyjska)
| Rosja                   | 3:1                                                | Japonia                 |
| Dmitrij Muserski 14 pkt | (22:25, 25:19, 25:12, 25:12) raport P-2 raport P-3 | Kunihiro Shimizu 12 pkt |

| Poz.            | Nr | Zawodnik            | 1           | 2           | 3           | 4           | 5 | Pkt |
| --------------- | -- | ------------------- | ----------- | ----------- | ----------- | ----------- | - | --- |
| Ś               | 3  | Nikołaj Apalikow    | 1 wskładzie |             |             | 4 pusty     |   | 2   |
| P               | 4  | Taras Chtiej        | 1 wskładzie |             |             | 4 pusty     |   | 4   |
| R               | 5  | Siergiej Grankin    | 1 wskładzie | 1 wskładzie | 1 wskładzie | 1 wskładzie |   | 1   |
| P               | 15 | Aleksiej Spiridonow | 1 wskładzie | 1 wskładzie | 1 wskładzie | 1 wskładzie |   | 10  |
| A               | 17 | Maksim Michajłow    | 1 wskładzie | 1 wskładzie | 1 wskładzie | 1 wskładzie |   | 13  |
| Ś               | 18 | Aleksandr Wołkow    | 1 wskładzie | 1 wskładzie | 1 wskładzie | 1 wskładzie |   | 9   |
| L               | 9  | Aleksander Sokołow  | L           | L           | L           | L           |   |     |
| Zmiany          |    |                     |             |             |             |             |   |     |
| A               | 1  | Dmitrij Ilinych     | 2 zmiana    |             | 2 zmiana    | 2 zmiana    |   | 3   |
| P               | 8  | Dienis Biriukow     |             | 1 wskładzie | 1 wskładzie | 1 wskładzie |   | 12  |
| R               | 12 | Aleksander But'ko   |             |             | 2 zmiana    | 2 zmiana    |   |     |
| Ś               | 13 | Dmitrij Muserski    |             | 1 wskładzie | 1 wskładzie | 1 wskładzie |   | 14  |
| Trener          |    |                     |             |             |             |             |   |     |
| Władimir Alekno |    |                     |             |             |             |             |   |     |

| Poz.         | Nr | Zawodnik          | 1           | 2           | 3           | 4           | 5 | Pkt |
| ------------ | -- | ----------------- | ----------- | ----------- | ----------- | ----------- | - | --- |
| R            | 5  | Daisuke Usami     | 1 wskładzie | 1 wskładzie | 1 wskładzie | 1 wskładzie |   | 3   |
| Ś            | 9  | Takaaki Tomimatsu | 1 wskładzie | 1 wskładzie | 1 wskładzie | 1 wskładzie |   | 3   |
| Ś            | 12 | Kota Yamamura     | 1 wskładzie | 1 wskładzie | 1 wskładzie | 4 pusty     |   | 4   |
| A            | 13 | Kunihiro Shimizu  | 1 wskładzie | 1 wskładzie | 1 wskładzie | 4 pusty     |   | 12  |
| P            | 16 | Yusuke Ishijima   | 1 wskładzie | 1 wskładzie | 1 wskładzie | 1 wskładzie |   | 10  |
| P            | 17 | Yū Koshikawa      | 1 wskładzie | 1 wskładzie | 1 wskładzie | 4 pusty     |   | 8   |
| L            | 10 | Osamu Tanabe      | L           | L           | L           | L           |   |     |
| Zmiany       |    |                   |             |             |             |             |   |     |
| R            | 2  | Yuta Abe          |             |             | 2 zmiana    | 2 zmiana    |   |     |
| Ś            | 6  | Yoshifumi Suzuki  | 2 zmiana    |             | 2 zmiana    | 1 wskładzie |   |     |
| A            | 7  | Takahiro Yamamoto | 2 zmiana    | 2 zmiana    | 2 zmiana    | 1 wskładzie |   | 5   |
| P            | 14 | Tatsuya Fukuzawa  |             |             |             | 1 wskładzie |   | 4   |
| P            | 18 | Yuta Yoneyama     |             |             |             | 2 zmiana    |   |     |
| Trener       |    |                   |             |             |             |             |   |     |
| Tatsuya Ueta |    |                   |             |             |             |             |   |     |

Statystyki meczowe
| Rosja | STATYSTYKI        | Japonia |
| 97    | MAŁE PUNKTY       | 68      |
| 48    | ATAK              | 46      |
| 17    | BLOK              | 1       |
| 3     | SERWIS            | 2       |
| 29    | BŁĘDY PRZECIWNIKA | 19      |

### Bułgaria – Niemcy (1. mecz)
Sobota, 28 maja 2011 – 18:10 (UTC+3) • Pałac Kultury i Sportu, Warna
Widzów: 2 950
Czas trwania meczu: 130 minut
Sędziowie: Zorica Bjelić (Serbia) i Hennadij Kondakow (Ukraina)
| Bułgaria              | 2:3                                                       | Niemcy              |
| Matej Kazijski 24 pkt | (25:21, 18:25, 21:25, 25:15, 10:15) raport P-2 raport P-3 | Robert Kromm 14 pkt |

| Poz.              | Nr | Zawodnik         | 1           | 2           | 3           | 4           | 5           | Pkt |
| ----------------- | -- | ---------------- | ----------- | ----------- | ----------- | ----------- | ----------- | --- |
| R                 | 3  | Andrej Żekow     | 1 wskładzie | 1 wskładzie | 1 wskładzie | 1 wskładzie | 1 wskładzie | 2   |
| P                 | 6  | Matej Kazijski   | 1 wskładzie | 1 wskładzie | 1 wskładzie | 1 wskładzie | 1 wskładzie | 24  |
| A                 | 11 | Władimir Nikołow | 1 wskładzie | 1 wskładzie | 1 wskładzie | 4 pusty     | 4 pusty     | 8   |
| Ś                 | 12 | Wiktor Josifow   | 1 wskładzie | 1 wskładzie | 1 wskładzie | 1 wskładzie | 1 wskładzie | 1   |
| Ś                 | 14 | Teodor Todorow   | 1 wskładzie | 1 wskładzie | 1 wskładzie | 1 wskładzie | 1 wskładzie | 11  |
| P                 | 15 | Todor Aleksijew  | 1 wskładzie | 1 wskładzie | 1 wskładzie | 4 pusty     | 2 zmiana    | 6   |
| L                 | 4  | Władysław Iwanow | L           | L           | L           | L           | L           |     |
| Zmiany            |    |                  |             |             |             |             |             |     |
| Ś                 | 2  | Christo Cwetanow |             |             |             | 4 pusty     | 2 zmiana    |     |
| P                 | 9  | Metodi Ananiew   | 2 zmiana    | 2 zmiana    |             | 2 zmiana    | 4 pusty     | 1   |
| P                 | 17 | Nikołaj Penczew  | 2 zmiana    | 2 zmiana    | 2 zmiana    | 1 wskładzie | 1 wskładzie | 4   |
| A                 | 19 | Cwetan Sokołow   |             | 2 zmiana    | 2 zmiana    | 1 wskładzie | 1 wskładzie | 15  |
| Trener            |    |                  |             |             |             |             |             |     |
| Radostin Stojczew |    |                  |             |             |             |             |             |     |

| Poz.        | Nr | Zawodnik           | 1           | 2           | 3           | 4           | 5           | Pkt |
| ----------- | -- | ------------------ | ----------- | ----------- | ----------- | ----------- | ----------- | --- |
| P           | 3  | Sebastian Schwarz  | 1 wskładzie | 1 wskładzie |             | 2 zmiana    | 4 pusty     | 3   |
| R           | 4  | Simon Tischer      | 1 wskładzie | 1 wskładzie | 2 zmiana    | 2 zmiana    | 2 zmiana    | 1   |
| Ś           | 8  | Marcus Böhme       | 1 wskładzie | 1 wskładzie | 1 wskładzie | 1 wskładzie | 1 wskładzie | 10  |
| Ś           | 9  | Stefan Hübner      | 1 wskładzie | 1 wskładzie | 1 wskładzie | 1 wskładzie | 1 wskładzie | 8   |
| A           | 10 | Jochen Schöps      | 1 wskładzie | 1 wskładzie |             | 4 pusty     | 4 pusty     | 9   |
| P           | 14 | Robert Kromm       | 1 wskładzie | 1 wskładzie | 1 wskładzie | 1 wskładzie | 1 wskładzie | 14  |
| L           | 12 | Ferdinand Tille    | L           | L           | L           | L           | L           |     |
| Zmiany      |    |                    |             |             |             |             |             |     |
| P           | 1  | Marcus Popp        | 2 zmiana    |             | 2 zmiana    | 2 zmiana    | 2 zmiana    |     |
| P           | 6  | Denis Kaliberda    |             | 2 zmiana    | 1 wskładzie | 1 wskładzie | 1 wskładzie | 11  |
| A           | 13 | Christian Dünnes   |             | 2 zmiana    | 1 wskładzie | 1 wskładzie | 1 wskładzie | 12  |
| R           | 17 | Patrick Steuerwald | 2 zmiana    | 2 zmiana    | 1 wskładzie | 1 wskładzie | 1 wskładzie | 3   |
| Trener      |    |                    |             |             |             |             |             |     |
| Raúl Lozano |    |                    |             |             |             |             |             |     |

Statystyki meczowe
| Bułgaria | STATYSTYKI        | Niemcy |
| 99       | MAŁE PUNKTY       | 101    |
| 57       | ATAK              | 50     |
| 11       | BLOK              | 13     |
| 4        | SERWIS            | 8      |
| 27       | BŁĘDY PRZECIWNIKA | 30     |

### Bułgaria – Niemcy (2. mecz)
Niedziela, 29 maja 2011 – 18:10 (UTC+3) • Pałac Kultury i Sportu, Warna
Widzów: 2 500
Czas trwania meczu: 139 minut
Sędziowie: Hennadij Kondakow (Ukraina) i Zorica Bjelić (Serbia)
| Bułgaria                | 3:2                                                      | Niemcy               |
| Władimir Nikołow 27 pkt | (25:21, 23:25, 25:22, 20:25, 15:9) raport P-2 raport P-3 | Jochen Schöps 22 pkt |

| Poz.              | Nr | Zawodnik         | 1           | 2           | 3           | 4           | 5           | Pkt |
| ----------------- | -- | ---------------- | ----------- | ----------- | ----------- | ----------- | ----------- | --- |
| R                 | 3  | Andrej Żekow     | 1 wskładzie | 1 wskładzie | 1 wskładzie | 1 wskładzie | 1 wskładzie | 4   |
| P                 | 6  | Matej Kazijski   | 1 wskładzie | 1 wskładzie | 1 wskładzie | 1 wskładzie | 1 wskładzie | 15  |
| A                 | 11 | Władimir Nikołow | 1 wskładzie | 1 wskładzie | 1 wskładzie | 1 wskładzie | 1 wskładzie | 27  |
| Ś                 | 12 | Wiktor Josifow   | 1 wskładzie | 1 wskładzie | 1 wskładzie | 1 wskładzie | 1 wskładzie | 6   |
| Ś                 | 14 | Teodor Todorow   | 1 wskładzie | 1 wskładzie | 1 wskładzie | 1 wskładzie | 1 wskładzie | 7   |
| P                 | 15 | Todor Aleksijew  | 1 wskładzie | 1 wskładzie | 1 wskładzie | 1 wskładzie | 1 wskładzie | 12  |
| L                 | 4  | Władysław Iwanow | L           | L           | L           | L           | L           |     |
| Zmiany            |    |                  |             |             |             |             |             |     |
| Ś                 | 2  | Christo Cwetanow |             |             |             | 2 zmiana    | 4 pusty     |     |
| R                 | 7  | Konstantin Mitew |             | 2 zmiana    | 2 zmiana    | 2 zmiana    | 2 zmiana    | 1   |
| P                 | 17 | Nikołaj Penczew  | 2 zmiana    | 2 zmiana    | 2 zmiana    | 2 zmiana    | 4 pusty     | 1   |
| A                 | 19 | Cwetan Sokołow   |             |             |             | 2 zmiana    | 2 zmiana    |     |
| Trener            |    |                  |             |             |             |             |             |     |
| Radostin Stojczew |    |                  |             |             |             |             |             |     |

| Poz.        | Nr | Zawodnik           | 1           | 2           | 3           | 4           | 5           | Pkt |
| ----------- | -- | ------------------ | ----------- | ----------- | ----------- | ----------- | ----------- | --- |
| P           | 3  | Sebastian Schwarz  | 1 wskładzie | 1 wskładzie |             | 4 pusty     | 4 pusty     | 5   |
| R           | 4  | Simon Tischer      | 1 wskładzie | 1 wskładzie | 1 wskładzie | 1 wskładzie | 1 wskładzie | 7   |
| Ś           | 8  | Marcus Böhme       | 1 wskładzie | 1 wskładzie | 1 wskładzie | 1 wskładzie | 1 wskładzie | 11  |
| A           | 10 | Jochen Schöps      | 1 wskładzie | 1 wskładzie | 1 wskładzie | 1 wskładzie | 1 wskładzie | 22  |
| P           | 14 | Robert Kromm       | 1 wskładzie | 1 wskładzie | 1 wskładzie | 1 wskładzie | 1 wskładzie | 21  |
| Ś           | 15 | Max Günthör        | 1 wskładzie | 1 wskładzie | 1 wskładzie | 1 wskładzie | 1 wskładzie | 8   |
| L           | 12 | Ferdinand Tille    | L           | L           | L           | L           | L           |     |
| Zmiany      |    |                    |             |             |             |             |             |     |
| P           | 1  | Marcus Popp        | 2 zmiana    | 2 zmiana    | 1 wskładzie | 1 wskładzie | 1 wskładzie | 6   |
| P           | 6  | Denis Kaliberda    |             | 2 zmiana    | 2 zmiana    | 2 zmiana    | 2 zmiana    | 3   |
| A           | 13 | Christian Dünnes   | 2 zmiana    |             |             | 4 pusty     | 4 pusty     | 1   |
| R           | 17 | Patrick Steuerwald | 2 zmiana    |             | 2 zmiana    | 4 pusty     | 4 pusty     |     |
| Trener      |    |                    |             |             |             |             |             |     |
| Raúl Lozano |    |                    |             |             |             |             |             |     |

Statystyki meczowe
| Bułgaria | STATYSTYKI        | Niemcy |
| 108      | MAŁE PUNKTY       | 102    |
| 55       | ATAK              | 73     |
| 15       | BLOK              | 7      |
| 3        | SERWIS            | 4      |
| 35       | BŁĘDY PRZECIWNIKA | 18     |

## Spotkania 2. kolejki

### Rosja – Niemcy (1. mecz)
Piątek, 3 czerwca 2011 – 18:10 (UTC+3) • Kompleks sportowy „Jantarnyj”, Królewiec
Widzów: 6 435
Czas trwania meczu: 93 minuty
Sędziowie: Susana María Rodríguez Játiva (Hiszpania) i Borisław Pobornikow (Bułgaria)
| Rosja                   | 3:0                                         | Niemcy               |
| Maksim Michajłow 17 pkt | (29:27, 25:23, 25:23) raport P-2 raport P-3 | Jochen Schöps 14 pkt |

| Poz.            | Nr | Zawodnik            | 1           | 2           | 3           | 4 | 5 | Pkt |
| --------------- | -- | ------------------- | ----------- | ----------- | ----------- | - | - | --- |
| Ś               | 3  | Nikołaj Apalikow    | 1 wskładzie | 1 wskładzie | 1 wskładzie |   |   | 4   |
| P               | 4  | Taras Chtiej        | 1 wskładzie | 1 wskładzie | 1 wskładzie |   |   | 13  |
| R               | 5  | Siergiej Grankin    | 1 wskładzie | 2 zmiana    | 1 wskładzie |   |   | 1   |
| P               | 15 | Aleksiej Spiridonow | 1 wskładzie | 1 wskładzie | 1 wskładzie |   |   | 12  |
| A               | 17 | Maksim Michajłow    | 1 wskładzie | 1 wskładzie | 1 wskładzie |   |   | 17  |
| Ś               | 18 | Aleksandr Wołkow    | 1 wskładzie | 1 wskładzie | 1 wskładzie |   |   | 8   |
| L               | 9  | Aleksander Sokołow  | L           | L           | L           |   |   |     |
| Zmiany          |    |                     |             |             |             |   |   |     |
| R               | 12 | Aleksander But'ko   | 2 zmiana    | 1 wskładzie |             |   |   | 1   |
| Ś               | 13 | Dmitrij Muserski    |             |             | 2 zmiana    |   |   |     |
| Trener          |    |                     |             |             |             |   |   |     |
| Władimir Alekno |    |                     |             |             |             |   |   |     |

| Poz.        | Nr | Zawodnik           | 1           | 2           | 3           | 4 | 5 | Pkt |
| ----------- | -- | ------------------ | ----------- | ----------- | ----------- | - | - | --- |
| P           | 3  | Sebastian Schwarz  | 1 wskładzie | 1 wskładzie |             |   |   | 3   |
| R           | 4  | Simon Tischer      | 1 wskładzie | 1 wskładzie | 1 wskładzie |   |   | 1   |
| Ś           | 8  | Marcus Böhme       | 1 wskładzie | 1 wskładzie | 1 wskładzie |   |   | 5   |
| Ś           | 9  | Stefan Hübner      | 1 wskładzie | 1 wskładzie | 1 wskładzie |   |   | 13  |
| A           | 10 | Jochen Schöps      | 1 wskładzie | 1 wskładzie | 1 wskładzie |   |   | 14  |
| P           | 14 | Robert Kromm       | 1 wskładzie | 1 wskładzie | 1 wskładzie |   |   | 13  |
| L           | 12 | Ferdinand Tille    | L           | L           | L           |   |   |     |
| Zmiany      |    |                    |             |             |             |   |   |     |
| P           | 1  | Marcus Popp        |             |             | 2 zmiana    |   |   |     |
| P           | 6  | Denis Kaliberda    | 2 zmiana    | 2 zmiana    | 1 wskładzie |   |   | 4   |
| A           | 13 | Christian Dünnes   | 2 zmiana    | 2 zmiana    | 2 zmiana    |   |   | 1   |
| R           | 17 | Patrick Steuerwald | 2 zmiana    | 2 zmiana    | 2 zmiana    |   |   |     |
| Trener      |    |                    |             |             |             |   |   |     |
| Raúl Lozano |    |                    |             |             |             |   |   |     |

Statystyki meczowe
| Rosja | STATYSTYKI        | Niemcy |
| 79    | MAŁE PUNKTY       | 73     |
| 45    | ATAK              | 43     |
| 7     | BLOK              | 7      |
| 4     | SERWIS            | 4      |
| 23    | BŁĘDY PRZECIWNIKA | 19     |

### Rosja – Niemcy (2. mecz)
Sobota, 4 czerwca 2011 – 18:10 (UTC+3) • Kompleks sportowy „Jantarnyj”, Królewiec
Widzów: 3 823
Czas trwania meczu: 80 minut
Sędziowie: Borisław Pobornikow (Bułgaria) i Susana María Rodríguez Játiva (Hiszpania)
| Rosja                   | 3:0                                         | Niemcy                                 |
| Maksim Michajłow 16 pkt | (25:23, 25:15, 25:22) raport P-2 raport P-3 | Robert Kromm 7 pkt Jochen Schöps 7 pkt |

| Poz.            | Nr | Zawodnik            | 1           | 2           | 3           | 4 | 5 | Pkt |
| --------------- | -- | ------------------- | ----------- | ----------- | ----------- | - | - | --- |
| Ś               | 3  | Nikołaj Apalikow    | 1 wskładzie | 1 wskładzie | 1 wskładzie |   |   | 12  |
| P               | 4  | Taras Chtiej        | 1 wskładzie |             | 2 zmiana    |   |   | 3   |
| R               | 5  | Siergiej Grankin    | 1 wskładzie | 1 wskładzie | 1 wskładzie |   |   | 1   |
| P               | 15 | Aleksiej Spiridonow | 1 wskładzie | 1 wskładzie | 1 wskładzie |   |   | 9   |
| A               | 17 | Maksim Michajłow    | 1 wskładzie | 1 wskładzie | 1 wskładzie |   |   | 16  |
| Ś               | 18 | Aleksandr Wołkow    | 1 wskładzie | 1 wskładzie | 1 wskładzie |   |   | 7   |
| L               | 9  | Aleksander Sokołow  | L           | L           | L           |   |   |     |
| Zmiany          |    |                     |             |             |             |   |   |     |
| P               | 8  | Dienis Biriukow     | 2 zmiana    | 1 wskładzie | 1 wskładzie |   |   | 9   |
| R               | 12 | Aleksander But'ko   |             |             | 2 zmiana    |   |   |     |
| Ś               | 14 | Dmitrij Szczerbinin | 2 zmiana    |             |             |   |   |     |
| Trener          |    |                     |             |             |             |   |   |     |
| Władimir Alekno |    |                     |             |             |             |   |   |     |

| Poz.        | Nr | Zawodnik           | 1           | 2           | 3           | 4 | 5 | Pkt |
| ----------- | -- | ------------------ | ----------- | ----------- | ----------- | - | - | --- |
| R           | 4  | Simon Tischer      | 1 wskładzie | 1 wskładzie | 1 wskładzie |   |   | 1   |
| P           | 6  | Denis Kaliberda    | 1 wskładzie | 1 wskładzie | 1 wskładzie |   |   | 4   |
| Ś           | 8  | Marcus Böhme       | 1 wskładzie | 1 wskładzie | 1 wskładzie |   |   | 3   |
| A           | 10 | Jochen Schöps      | 1 wskładzie | 1 wskładzie | 1 wskładzie |   |   | 7   |
| P           | 14 | Robert Kromm       | 1 wskładzie | 1 wskładzie | 1 wskładzie |   |   | 7   |
| Ś           | 15 | Max Günthör        | 1 wskładzie | 1 wskładzie | 1 wskładzie |   |   | 5   |
| L           | 12 | Ferdinand Tille    | L           | L           | L           |   |   |     |
| Zmiany      |    |                    |             |             |             |   |   |     |
| P           | 1  | Marcus Popp        |             | 2 zmiana    | 2 zmiana    |   |   | 1   |
| P           | 3  | Sebastian Schwarz  | 2 zmiana    |             | 2 zmiana    |   |   | 4   |
| A           | 13 | Christian Dünnes   |             | 2 zmiana    | 2 zmiana    |   |   | 3   |
| R           | 17 | Patrick Steuerwald | 2 zmiana    | 2 zmiana    |             |   |   |     |
| Trener      |    |                    |             |             |             |   |   |     |
| Raúl Lozano |    |                    |             |             |             |   |   |     |

Statystyki meczowe
| Rosja | STATYSTYKI        | Niemcy |
| 75    | MAŁE PUNKTY       | 60     |
| 41    | ATAK              | 26     |
| 10    | BLOK              | 6      |
| 7     | SERWIS            | 3      |
| 17    | BŁĘDY PRZECIWNIKA | 25     |

### Bułgaria – Japonia (1. mecz)
Sobota, 4 czerwca 2011 – 18:10 (UTC+3) • Pałac Kultury i Sportu, Warna
Widzów: 3 000
Czas trwania meczu: 115 minut
Sędziowie: Ahti Huhtaniska (Finlandia) i Geert Blyaert (Belgia)
| Bułgaria                | 3:1                                                | Japonia                 |
| Władimir Nikołow 21 pkt | (22:25, 25:21, 25:16, 25:20) raport P-2 raport P-3 | Kunihiro Shimizo 19 pkt |

| Poz.              | Nr | Zawodnik          | 1           | 2           | 3           | 4           | 5 | Pkt |
| ----------------- | -- | ----------------- | ----------- | ----------- | ----------- | ----------- | - | --- |
| Ś                 | 2  | Christo Cwetanow  | 1 wskładzie | 1 wskładzie | 1 wskładzie | 1 wskładzie |   | 4   |
| R                 | 3  | Andrej Żekow      | 1 wskładzie | 1 wskładzie | 1 wskładzie | 1 wskładzie |   | 1   |
| P                 | 6  | Matej Kazijski    | 1 wskładzie | 1 wskładzie | 1 wskładzie | 1 wskładzie |   | 17  |
| A                 | 11 | Władimir Nikołow  | 1 wskładzie | 1 wskładzie | 1 wskładzie | 1 wskładzie |   | 21  |
| Ś                 | 14 | Teodor Todorow    | 1 wskładzie | 1 wskładzie | 1 wskładzie | 1 wskładzie |   | 8   |
| P                 | 15 | Todor Aleksijew   | 1 wskładzie |             |             | 4 pusty     |   | 1   |
| L                 | 4  | Władysław Iwanow  | L           | L           | L           | L           |   |     |
| Zmiany            |    |                   |             |             |             |             |   |     |
| P                 | 10 | Walentin Bratojew |             | 1 wskładzie | 1 wskładzie | 1 wskładzie |   | 17  |
| P                 | 17 | Nikołaj Penczew   | 2 zmiana    | 2 zmiana    | 2 zmiana    | 2 zmiana    |   | 1   |
| A                 | 19 | Cwetan Sokołow    | 2 zmiana    | 2 zmiana    |             | 4 pusty     |   |     |
| Trener            |    |                   |             |             |             |             |   |     |
| Radostin Stojczew |    |                   |             |             |             |             |   |     |

| Poz.         | Nr | Zawodnik          | 1           | 2           | 3           | 4           | 5 | Pkt |
| ------------ | -- | ----------------- | ----------- | ----------- | ----------- | ----------- | - | --- |
| R            | 5  | Daisuke Usami     | 1 wskładzie | 1 wskładzie | 1 wskładzie | 1 wskładzie |   | 4   |
| Ś            | 9  | Takaaki Tomimatsu | 1 wskładzie | 1 wskładzie | 1 wskładzie | 1 wskładzie |   | 3   |
| Ś            | 12 | Kota Yamamura     | 1 wskładzie | 1 wskładzie | 1 wskładzie | 1 wskładzie |   | 8   |
| A            | 13 | Kunihiro Shimizu  | 1 wskładzie | 1 wskładzie | 1 wskładzie | 1 wskładzie |   | 19  |
| P            | 14 | Tatsuya Fukuzawa  | 1 wskładzie | 1 wskładzie |             | 1 wskładzie |   | 11  |
| P            | 16 | Yusuke Ishijima   | 1 wskładzie | 1 wskładzie | 1 wskładzie | 1 wskładzie |   | 12  |
| L            | 10 | Osamu Tanabe      | L           | L           | L           | L           |   |     |
| Zmiany       |    |                   |             |             |             |             |   |     |
| R            | 2  | Yuta Abe          |             |             | 2 zmiana    | 4 pusty     |   |     |
| Ś            | 6  | Yoshifumi Suzuki  | 2 zmiana    | 2 zmiana    |             | 4 pusty     |   |     |
| A            | 7  | Takahiro Yamamoto | 2 zmiana    | 2 zmiana    | 2 zmiana    | 2 zmiana    |   | 1   |
| P            | 17 | Yū Koshikawa      | 2 zmiana    | 2 zmiana    | 1 wskładzie | 4 pusty     |   | 7   |
| Trener       |    |                   |             |             |             |             |   |     |
| Tatsuya Ueta |    |                   |             |             |             |             |   |     |

Statystyki meczowe
| Bułgaria | STATYSTYKI        | Japonia |
| 97       | MAŁE PUNKTY       | 82      |
| 52       | ATAK              | 52      |
| 14       | BLOK              | 9       |
| 4        | SERWIS            | 4       |
| 27       | BŁĘDY PRZECIWNIKA | 17      |

### Bułgaria – Japonia (2. mecz)
Niedziela, 5 czerwca 2011 – 18:10 (UTC+3) • Pałac Kultury i Sportu, Warna
Widzów: 3 050
Czas trwania meczu: 80 minut
Sędziowie: Geert Blyaert (Belgia) i Ahti Huhtaniska (Finlandia)
| Bułgaria               | 3:0                                         | Japonia             |
| Todor Aleksijew 13 pkt | (25:14, 25:17, 25:19) raport P-2 raport P-3 | Yū Koshikawa 10 pkt |

| Poz.              | Nr | Zawodnik          | 1           | 2           | 3           | 4 | 5 | Pkt |
| ----------------- | -- | ----------------- | ----------- | ----------- | ----------- | - | - | --- |
| Ś                 | 2  | Christo Cwetanow  | 1 wskładzie | 1 wskładzie | 1 wskładzie |   |   | 6   |
| R                 | 3  | Andrej Żekow      | 1 wskładzie | 1 wskładzie | 1 wskładzie |   |   | 5   |
| P                 | 6  | Matej Kazijski    | 1 wskładzie | 1 wskładzie | 1 wskładzie |   |   | 9   |
| A                 | 11 | Władimir Nikołow  | 1 wskładzie | 1 wskładzie | 1 wskładzie |   |   | 10  |
| Ś                 | 14 | Teodor Todorow    | 1 wskładzie | 1 wskładzie | 1 wskładzie |   |   | 7   |
| P                 | 15 | Todor Aleksijew   | 1 wskładzie | 1 wskładzie | 1 wskładzie |   |   | 13  |
| L                 | 4  | Władysław Iwanow  | L           | L           | L           |   |   |     |
| Zmiany            |    |                   |             |             |             |   |   |     |
| R                 | 1  | Georgi Bratojew   |             | 2 zmiana    |             |   |   |     |
| Ś                 | 16 | Kostadin Gadżanow | 2 zmiana    |             |             |   |   |     |
| P                 | 17 | Nikołaj Penczew   | 2 zmiana    | 2 zmiana    | 2 zmiana    |   |   | 1   |
| Trener            |    |                   |             |             |             |   |   |     |
| Radostin Stojczew |    |                   |             |             |             |   |   |     |

| Poz.         | Nr | Zawodnik          | 1           | 2           | 3           | 4 | 5 | Pkt |
| ------------ | -- | ----------------- | ----------- | ----------- | ----------- | - | - | --- |
| R            | 2  | Yuta Abe          | 1 wskładzie |             |             |   |   | 1   |
| Ś            | 9  | Takaaki Tomimatsu | 1 wskładzie | 1 wskładzie | 1 wskładzie |   |   | 5   |
| Ś            | 12 | Kota Yamamura     | 1 wskładzie | 1 wskładzie |             |   |   |     |
| A            | 13 | Kunihiro Shimizu  | 1 wskładzie | 1 wskładzie | 1 wskładzie |   |   | 9   |
| P            | 14 | Tatsuya Fukuzawa  | 1 wskładzie |             | 1 wskładzie |   |   | 4   |
| P            | 16 | Yusuke Ishijima   | 1 wskładzie |             | 2 zmiana    |   |   | 3   |
| L            | 10 | Osamu Tanabe      | L           | L           | L           |   |   |     |
| Zmiany       |    |                   |             |             |             |   |   |     |
| R            | 5  | Daisuke Usami     | 2 zmiana    | 1 wskładzie | 1 wskładzie |   |   | 1   |
| Ś            | 6  | Yoshifumi Suzuki  |             | 2 zmiana    | 1 wskładzie |   |   | 1   |
| A            | 7  | Takahiro Yamamoto |             | 2 zmiana    |             |   |   |     |
| P            | 17 | Yū Koshikawa      | 2 zmiana    | 1 wskładzie | 1 wskładzie |   |   | 10  |
| P            | 18 | Yuta Yoneyama     | 2 zmiana    | 1 wskładzie |             |   |   | 1   |
| Trener       |    |                   |             |             |             |   |   |     |
| Tatsuya Ueta |    |                   |             |             |             |   |   |     |

Statystyki meczowe
| Bułgaria | STATYSTYKI        | Japonia |
| 75       | MAŁE PUNKTY       | 50      |
| 30       | ATAK              | 30      |
| 17       | BLOK              | 4       |
| 4        | SERWIS            | 1       |
| 24       | BŁĘDY PRZECIWNIKA | 15      |

## Spotkania 3. kolejki

### Rosja – Bułgaria (1. mecz)
Piątek, 10 czerwca 2011 – 18:10 (UTC+6) • DS Energetik, Surgut
Widzów: 5 450
Czas trwania meczu: 82 minuty
Sędziowie: Piotr Dudek (Polska) i Liu Jiang (Chiny)
| Rosja                  | 3:0                                         | Bułgaria                                   |
| Dienis Biriukow 13 pkt | (25:15, 25:20, 25:18) raport P-2 raport P-3 | Todor Aleksijew 9 pkt Teodor Todorow 9 pkt |

| Poz.            | Nr | Zawodnik            | 1           | 2           | 3           | 4 | 5 | Pkt |
| --------------- | -- | ------------------- | ----------- | ----------- | ----------- | - | - | --- |
| Ś               | 3  | Nikołaj Apalikow    | 1 wskładzie | 1 wskładzie | 1 wskładzie |   |   | 10  |
| P               | 4  | Taras Chtiej        | 1 wskładzie | 1 wskładzie | 1 wskładzie |   |   | 10  |
| P               | 8  | Dienis Biriukow     | 1 wskładzie | 1 wskładzie | 1 wskładzie |   |   | 13  |
| R               | 12 | Aleksander But'ko   | 1 wskładzie | 1 wskładzie | 1 wskładzie |   |   | 2   |
| A               | 17 | Maksim Michajłow    | 1 wskładzie | 1 wskładzie | 1 wskładzie |   |   | 12  |
| Ś               | 18 | Aleksandr Wołkow    | 1 wskładzie | 1 wskładzie | 1 wskładzie |   |   | 10  |
| L               | 9  | Aleksander Sokołow  | L           | L           | L           |   |   |     |
| Zmiany          |    |                     |             |             |             |   |   |     |
| P               | 20 | Chaczatur Stepanian |             |             | 2 zmiana    |   |   |     |
| Trener          |    |                     |             |             |             |   |   |     |
| Władimir Alekno |    |                     |             |             |             |   |   |     |

| Poz.              | Nr | Zawodnik          | 1           | 2           | 3           | 4 | 5 | Pkt |
| ----------------- | -- | ----------------- | ----------- | ----------- | ----------- | - | - | --- |
| Ś                 | 2  | Christo Cwetanow  | 1 wskładzie | 1 wskładzie | 1 wskładzie |   |   | 6   |
| R                 | 3  | Andrej Żekow      | 1 wskładzie | 1 wskładzie | 1 wskładzie |   |   |     |
| P                 | 6  | Matej Kazijski    | 1 wskładzie | 1 wskładzie | 1 wskładzie |   |   | 7   |
| A                 | 11 | Władimir Nikołow  | 1 wskładzie | 1 wskładzie | 1 wskładzie |   |   | 7   |
| Ś                 | 14 | Teodor Todorow    | 1 wskładzie | 1 wskładzie | 1 wskładzie |   |   | 9   |
| P                 | 15 | Todor Aleksijew   | 1 wskładzie | 1 wskładzie | 1 wskładzie |   |   | 9   |
| L                 | 4  | Władysław Iwanow  | L           | L           | L           |   |   |     |
| Zmiany            |    |                   |             |             |             |   |   |     |
| P                 | 10 | Walentin Bratojew | 2 zmiana    |             | 2 zmiana    |   |   |     |
| P                 | 17 | Nikołaj Penczew   |             | 2 zmiana    | 2 zmiana    |   |   |     |
| Trener            |    |                   |             |             |             |   |   |     |
| Radostin Stojczew |    |                   |             |             |             |   |   |     |

Statystyki meczowe
| Rosja | STATYSTYKI        | Bułgaria |
| 75    | MAŁE PUNKTY       | 53       |
| 38    | ATAK              | 22       |
| 16    | BLOK              | 13       |
| 3     | SERWIS            | 3        |
| 18    | BŁĘDY PRZECIWNIKA | 15       |

### Rosja – Bułgaria (2. mecz)
Sobota, 11 czerwca 2011 – 18:10 (UTC+6) • DS Energetik, Surgut
Widzów: 5 350
Czas trwania meczu: 90 minut
Sędziowie: Liu Jiang (Chiny) i Piotr Dudek (Polska)
| Rosja                   | 3:0                                         | Bułgaria              |
| Maksim Michajłow 22 pkt | (25:14, 27:25, 25:20) raport P-2 raport P-3 | Matej Kazijski 11 pkt |

| Poz.            | Nr | Zawodnik            | 1           | 2           | 3           | 4 | 5 | Pkt |
| --------------- | -- | ------------------- | ----------- | ----------- | ----------- | - | - | --- |
| Ś               | 3  | Nikołaj Apalikow    | 1 wskładzie | 1 wskładzie | 1 wskładzie |   |   | 5   |
| P               | 4  | Taras Chtiej        | 1 wskładzie | 1 wskładzie | 1 wskładzie |   |   | 7   |
| P               | 8  | Dienis Biriukow     | 1 wskładzie | 1 wskładzie | 1 wskładzie |   |   | 10  |
| R               | 12 | Aleksander But'ko   | 1 wskładzie | 1 wskładzie | 1 wskładzie |   |   | 1   |
| A               | 17 | Maksim Michajłow    | 1 wskładzie | 1 wskładzie | 1 wskładzie |   |   | 22  |
| Ś               | 18 | Aleksandr Wołkow    | 1 wskładzie | 1 wskładzie | 1 wskładzie |   |   | 11  |
| L               | 9  | Aleksander Sokołow  | L           | L           | L           |   |   |     |
| Zmiany          |    |                     |             |             |             |   |   |     |
| A               | 1  | Dmitrij Ilinych     |             | 2 zmiana    | 2 zmiana    |   |   |     |
| P               | 20 | Chaczatur Stepanian |             | 2 zmiana    |             |   |   |     |
| Trener          |    |                     |             |             |             |   |   |     |
| Władimir Alekno |    |                     |             |             |             |   |   |     |

| Poz.              | Nr | Zawodnik          | 1           | 2           | 3           | 4 | 5 | Pkt |
| ----------------- | -- | ----------------- | ----------- | ----------- | ----------- | - | - | --- |
| Ś                 | 2  | Christo Cwetanow  | 1 wskładzie | 1 wskładzie | 1 wskładzie |   |   | 2   |
| R                 | 3  | Andrej Żekow      | 1 wskładzie | 1 wskładzie | 1 wskładzie |   |   | 2   |
| P                 | 6  | Matej Kazijski    | 1 wskładzie | 1 wskładzie | 1 wskładzie |   |   | 11  |
| A                 | 11 | Władimir Nikołow  | 1 wskładzie | 1 wskładzie | 1 wskładzie |   |   | 9   |
| Ś                 | 14 | Teodor Todorow    | 1 wskładzie | 1 wskładzie | 1 wskładzie |   |   | 3   |
| P                 | 15 | Todor Aleksijew   | 1 wskładzie |             |             |   |   | 1   |
| L                 | 4  | Władysław Iwanow  | L           | L           | L           |   |   |     |
| Zmiany            |    |                   |             |             |             |   |   |     |
| R                 | 1  | Georgi Bratojew   |             | 2 zmiana    |             |   |   |     |
| P                 | 10 | Walentin Bratojew | 2 zmiana    | 1 wskładzie | 1 wskładzie |   |   | 7   |
| P                 | 17 | Nikołaj Penczew   | 2 zmiana    |             |             |   |   |     |
| A                 | 19 | Cwetan Sokołow    | 2 zmiana    |             | 2 zmiana    |   |   | 7   |
| Trener            |    |                   |             |             |             |   |   |     |
| Radostin Stojczew |    |                   |             |             |             |   |   |     |

Statystyki meczowe
| Rosja | STATYSTYKI        | Bułgaria |
| 77    | MAŁE PUNKTY       | 59       |
| 42    | ATAK              | 30       |
| 14    | BLOK              | 9        |
| 0     | SERWIS            | 3        |
| 21    | BŁĘDY PRZECIWNIKA | 17       |

### Niemcy – Japonia (1. mecz)
Sobota, 11 czerwca 2011 – 19:10 (UTC+2) • Panorama Arena, Friedrichshafen
Widzów: 2 000
Czas trwania meczu: 139 minut
Sędziowie: Joo Dong-wook (Korea Południowa) i Aziz Yener (Turcja)
| Niemcy              | 3:2                                                       | Japonia                 |
| Robert Kromm 22 pkt | (20:25, 23:25, 25:23, 25:11, 18:16) raport P-2 raport P-3 | Kunihiro Shimizu 23 pkt |

| Poz.        | Nr | Zawodnik           | 1           | 2           | 3           | 4           | 5           | Pkt |
| ----------- | -- | ------------------ | ----------- | ----------- | ----------- | ----------- | ----------- | --- |
| R           | 4  | Simon Tischer      | 1 wskładzie | 1 wskładzie | 2 zmiana    | 4 pusty     | 2 zmiana    | 1   |
| P           | 6  | Denis Kaliberda    | 1 wskładzie | 1 wskładzie | 1 wskładzie | 4 pusty     | 4 pusty     | 12  |
| Ś           | 8  | Marcus Böhme       | 1 wskładzie | 1 wskładzie | 1 wskładzie | 1 wskładzie | 1 wskładzie | 11  |
| Ś           | 9  | Stefan Hübner      | 1 wskładzie | 1 wskładzie | 1 wskładzie | 1 wskładzie | 1 wskładzie | 13  |
| A           | 10 | Jochen Schöps      | 1 wskładzie | 1 wskładzie | 1 wskładzie | 4 pusty     | 4 pusty     | 6   |
| P           | 14 | Robert Kromm       | 1 wskładzie | 1 wskładzie | 1 wskładzie | 1 wskładzie | 1 wskładzie | 22  |
| L           | 2  | Markus Steuerwald  | L           | L           | L           | L           | L           |     |
| Zmiany      |    |                    |             |             |             |             |             |     |
| P           | 1  | Marcus Popp        |             | 2 zmiana    |             | 2 zmiana    | 2 zmiana    |     |
| P           | 3  | Sebastian Schwarz  | 2 zmiana    |             | 2 zmiana    | 1 wskładzie | 1 wskładzie | 10  |
| A           | 13 | Christian Dünnes   | 2 zmiana    | 2 zmiana    | 2 zmiana    | 1 wskładzie | 1 wskładzie | 10  |
| R           | 17 | Patrick Steuerwald | 2 zmiana    | 2 zmiana    | 1 wskładzie | 1 wskładzie | 1 wskładzie | 1   |
| Trener      |    |                    |             |             |             |             |             |     |
| Raúl Lozano |    |                    |             |             |             |             |             |     |

| Poz.         | Nr | Zawodnik          | 1           | 2           | 3           | 4           | 5           | Pkt |
| ------------ | -- | ----------------- | ----------- | ----------- | ----------- | ----------- | ----------- | --- |
| R            | 5  | Daisuke Usami     | 1 wskładzie | 1 wskładzie | 1 wskładzie | 1 wskładzie | 1 wskładzie | 4   |
| Ś            | 9  | Takaaki Tomimatsu | 1 wskładzie | 1 wskładzie | 1 wskładzie | 1 wskładzie | 1 wskładzie | 8   |
| Ś            | 12 | Kota Yamamura     | 1 wskładzie | 1 wskładzie | 1 wskładzie | 1 wskładzie | 1 wskładzie | 2   |
| A            | 13 | Kunihiro Shimizu  | 1 wskładzie | 1 wskładzie | 1 wskładzie | 1 wskładzie | 1 wskładzie | 23  |
| P            | 16 | Yusuke Ishijima   | 1 wskładzie | 1 wskładzie | 1 wskładzie | 1 wskładzie | 1 wskładzie | 11  |
| P            | 17 | Yū Koshikawa      | 1 wskładzie | 1 wskładzie | 1 wskładzie | 1 wskładzie | 1 wskładzie | 18  |
| L            | 10 | Osamu Tanabe      | L           | L           | L           | L           | L           |     |
| Zmiany       |    |                   |             |             |             |             |             |     |
| R            | 2  | Yuta Abe          |             |             |             | 2 zmiana    | 4 pusty     |     |
| Ś            | 6  | Yoshifumi Suzuki  |             | 2 zmiana    |             | 2 zmiana    | 4 pusty     |     |
| A            | 7  | Takahiro Yamamoto | 2 zmiana    | 2 zmiana    | 2 zmiana    | 4 pusty     | 2 zmiana    |     |
| P            | 14 | Tatsuya Fukuzawa  |             |             |             | 2 zmiana    | 4 pusty     | 3   |
| P            | 18 | Yuta Yoneyama     |             |             |             | 2 zmiana    | 4 pusty     | 1   |
| Trener       |    |                   |             |             |             |             |             |     |
| Tatsuya Ueta |    |                   |             |             |             |             |             |     |

Statystyki meczowe
| Niemcy | STATYSTYKI        | Japonia |
| 111    | MAŁE PUNKTY       | 100     |
| 62     | ATAK              | 59      |
| 20     | BLOK              | 5       |
| 4      | SERWIS            | 6       |
| 25     | BŁĘDY PRZECIWNIKA | 30      |

### Niemcy – Japonia (2. mecz)
Niedziela, 12 czerwca 2011 – 20:10 (UTC+2) • Panorama Arena, Friedrichshafen
Widzów: 1 500
Czas trwania meczu: 152 minuty
Sędziowie: Aziz Yener (Turcja) i Joo Dong-wook (Korea Południowa)
| Niemcy               | 2:3                                                       | Japonia                 |
| Jochen Schöps 24 pkt | (21:25, 22:25, 29:27, 25:19, 14:16) raport P-2 raport P-3 | Tatsuya Fukuzawa 25 pkt |

| Poz.        | Nr | Zawodnik           | 1           | 2           | 3           | 4           | 5           | Pkt |
| ----------- | -- | ------------------ | ----------- | ----------- | ----------- | ----------- | ----------- | --- |
| R           | 4  | Simon Tischer      | 1 wskładzie | 1 wskładzie | 2 zmiana    | 2 zmiana    | 2 zmiana    | 2   |
| P           | 6  | Denis Kaliberda    | 1 wskładzie | 2 zmiana    | 2 zmiana    | 2 zmiana    | 2 zmiana    | 2   |
| Ś           | 8  | Marcus Böhme       | 1 wskładzie | 1 wskładzie | 1 wskładzie | 1 wskładzie | 1 wskładzie | 11  |
| Ś           | 9  | Stefan Hübner      | 1 wskładzie | 1 wskładzie | 1 wskładzie | 1 wskładzie | 1 wskładzie | 10  |
| A           | 10 | Jochen Schöps      | 1 wskładzie | 1 wskładzie | 1 wskładzie | 1 wskładzie | 1 wskładzie | 24  |
| P           | 14 | Robert Kromm       | 1 wskładzie | 1 wskładzie | 1 wskładzie | 1 wskładzie | 1 wskładzie | 19  |
| L           | 2  | Markus Steuerwald  | L           | L           | L           | L           | L           |     |
| Zmiany      |    |                    |             |             |             |             |             |     |
| P           | 1  | Marcus Popp        | 2 zmiana    | 1 wskładzie | 1 wskładzie | 1 wskładzie | 1 wskładzie | 15  |
| A           | 13 | Christian Dünnes   | 2 zmiana    | 2 zmiana    |             | 4 pusty     | 4 pusty     |     |
| Ś           | 15 | Max Günthör        |             | 2 zmiana    |             | 4 pusty     | 4 pusty     |     |
| R           | 17 | Patrick Steuerwald | 2 zmiana    | 2 zmiana    | 1 wskładzie | 1 wskładzie | 1 wskładzie | 5   |
| Trener      |    |                    |             |             |             |             |             |     |
| Raúl Lozano |    |                    |             |             |             |             |             |     |

| Poz.         | Nr | Zawodnik          | 1           | 2           | 3           | 4           | 5           | Pkt |
| ------------ | -- | ----------------- | ----------- | ----------- | ----------- | ----------- | ----------- | --- |
| R            | 5  | Daisuke Usami     | 1 wskładzie | 1 wskładzie | 1 wskładzie | 1 wskładzie | 1 wskładzie | 3   |
| Ś            | 9  | Takaaki Tomimatsu | 1 wskładzie | 1 wskładzie | 1 wskładzie | 1 wskładzie | 1 wskładzie | 8   |
| Ś            | 12 | Kota Yamamura     | 1 wskładzie | 1 wskładzie | 1 wskładzie | 1 wskładzie | 1 wskładzie | 9   |
| A            | 13 | Kunihiro Shimizu  | 1 wskładzie | 1 wskładzie | 1 wskładzie | 1 wskładzie | 1 wskładzie | 23  |
| P            | 14 | Tatsuya Fukuzawa  | 1 wskładzie | 1 wskładzie | 1 wskładzie | 1 wskładzie | 1 wskładzie | 25  |
| P            | 17 | Yū Koshikawa      | 1 wskładzie | 1 wskładzie | 1 wskładzie | 2 zmiana    | 1 wskładzie | 15  |
| L            | 1  | Daisuke Sakai     | L           | L           | L           | L           | L           |     |
| Zmiany       |    |                   |             |             |             |             |             |     |
| Ś            | 4  | Yusuke Matsuta    |             | 2 zmiana    | 2 zmiana    | 2 zmiana    | 4 pusty     | 1   |
| A            | 7  | Takahiro Yamamoto | 2 zmiana    | 2 zmiana    |             | 4 pusty     | 2 zmiana    |     |
| P            | 18 | Yuta Yoneyama     |             |             | 2 zmiana    | 1 wskładzie | 4 pusty     | 1   |
| Trener       |    |                   |             |             |             |             |             |     |
| Tatsuya Ueta |    |                   |             |             |             |             |             |     |

Statystyki meczowe
| Niemcy | STATYSTYKI        | Japonia |
| 111    | MAŁE PUNKTY       | 112     |
| 63     | ATAK              | 69      |
| 23     | BLOK              | 9       |
| 2      | SERWIS            | 6       |
| 23     | BŁĘDY PRZECIWNIKA | 28      |

## Spotkania 4. kolejki

### Rosja – Japonia (1. mecz)
Sobota, 18 czerwca 2011 – 18:10 (UTC+6) • DS Energetik, Surgut
Widzów: 5 660
Czas trwania meczu: 76 minut
Sędziowie: Patricia Salvatore (Stany Zjednoczone) i Jaafar Ebrahim Ali (Bahrajn)
| Rosja                  | 3:0                                         | Japonia                 |
| Dienis Biriukow 15 pkt | (25:22, 25:15, 25:20) raport P-2 raport P-3 | Tatsuya Fukuzawa 12 pkt |

| Poz.            | Nr | Zawodnik            | 1           | 2           | 3           | 4 | 5 | Pkt |
| --------------- | -- | ------------------- | ----------- | ----------- | ----------- | - | - | --- |
| A               | 1  | Dmitrij Ilinych     | 1 wskładzie | 1 wskładzie | 1 wskładzie |   |   | 10  |
| Ś               | 3  | Nikołaj Apalikow    | 1 wskładzie | 1 wskładzie | 1 wskładzie |   |   | 7   |
| P               | 4  | Taras Chtiej        | 1 wskładzie | 1 wskładzie |             |   |   | 10  |
| P               | 8  | Dienis Biriukow     | 1 wskładzie | 1 wskładzie | 1 wskładzie |   |   | 15  |
| R               | 12 | Aleksander But'ko   | 1 wskładzie | 1 wskładzie | 1 wskładzie |   |   | 2   |
| Ś               | 18 | Aleksandr Wołkow    | 1 wskładzie | 1 wskładzie | 1 wskładzie |   |   | 12  |
| L               | 9  | Aleksander Sokołow  | L           | L           | L           |   |   |     |
| Zmiany          |    |                     |             |             |             |   |   |     |
| R               | 5  | Siergiej Grankin    | 2 zmiana    |             |             |   |   |     |
| P               | 15 | Aleksiej Spiridonow |             | 2 zmiana    | 1 wskładzie |   |   | 3   |
| A               | 17 | Maksim Michajłow    | 2 zmiana    |             |             |   |   | 1   |
| L               | 20 | Chaczatur Stepanian |             |             | L           |   |   |     |
| Trener          |    |                     |             |             |             |   |   |     |
| Władimir Alekno |    |                     |             |             |             |   |   |     |

| Poz.         | Nr | Zawodnik          | 1           | 2           | 3           | 4 | 5 | Pkt |
| ------------ | -- | ----------------- | ----------- | ----------- | ----------- | - | - | --- |
| R            | 2  | Yuta Abe          | 1 wskładzie | 1 wskładzie |             |   |   | 2   |
| Ś            | 9  | Takaaki Tomimatsu | 1 wskładzie | 1 wskładzie |             |   |   |     |
| Ś            | 12 | Kota Yamamura     | 1 wskładzie | 1 wskładzie | 1 wskładzie |   |   | 3   |
| A            | 13 | Kunihiro Shimizu  | 1 wskładzie |             | 1 wskładzie |   |   | 7   |
| P            | 14 | Tatsuya Fukuzawa  | 1 wskładzie | 1 wskładzie | 1 wskładzie |   |   | 12  |
| P            | 17 | Yū Koshikawa      | 1 wskładzie | 1 wskładzie |             |   |   | 2   |
| L            | 1  | Daisuke Sakai     | L           | L           | L           |   |   |     |
| Zmiany       |    |                   |             |             |             |   |   |     |
| R            | 5  | Daisuke Usami     |             |             | 1 wskładzie |   |   | 1   |
| Ś            | 6  | Yoshifumi Suzuki  |             | 2 zmiana    | 1 wskładzie |   |   | 3   |
| A            | 8  | Yuya Ageba        | 2 zmiana    | 1 wskładzie |             |   |   | 6   |
| P            | 16 | Yusuke Ishijima   |             |             | 1 wskładzie |   |   | 3   |
| Trener       |    |                   |             |             |             |   |   |     |
| Tatsuya Ueta |    |                   |             |             |             |   |   |     |

Statystyki meczowe
| Rosja | STATYSTYKI        | Japonia |
| 75    | MAŁE PUNKTY       | 57      |
| 40    | ATAK              | 36      |
| 14    | BLOK              | 2       |
| 6     | SERWIS            | 1       |
| 15    | BŁĘDY PRZECIWNIKA | 18      |

### Rosja – Japonia (2. mecz)
Niedziela, 19 czerwca 2011 – 18:10 (UTC+6) • DS Energetik, Surgut
Widzów: 5 130
Czas trwania meczu: 76 minut
Sędziowie: Jaafar Ebrahim Ali (Bahrajn) i Patricia Salvatore (Stany Zjednoczone)
| Rosja                  | 3:0                                         | Japonia            |
| Dienis Biriukow 15 pkt | (25:15, 25:18, 25:21) raport P-2 raport P-3 | Yū Koshikawa 9 pkt |

| Poz.            | Nr | Zawodnik            | 1           | 2           | 3           | 4 | 5 | Pkt |
| --------------- | -- | ------------------- | ----------- | ----------- | ----------- | - | - | --- |
| A               | 1  | Dmitrij Ilinych     | 1 wskładzie | 1 wskładzie | 2 zmiana    |   |   | 8   |
| Ś               | 3  | Nikołaj Apalikow    | 1 wskładzie | 1 wskładzie | 1 wskładzie |   |   | 8   |
| R               | 5  | Siergiej Grankin    | 1 wskładzie | 1 wskładzie | 1 wskładzie |   |   |     |
| P               | 8  | Dienis Biriukow     | 1 wskładzie | 1 wskładzie | 1 wskładzie |   |   | 15  |
| Ś               | 14 | Dmitrij Szczerbinin | 1 wskładzie | 1 wskładzie | 1 wskładzie |   |   | 10  |
| P               | 15 | Aleksiej Spiridonow | 1 wskładzie | 1 wskładzie | 1 wskładzie |   |   | 9   |
| L               | 9  | Aleksander Sokołow  | L           | L           | L           |   |   |     |
| Zmiany          |    |                     |             |             |             |   |   |     |
| R               | 12 | Aleksander But'ko   | 2 zmiana    |             |             |   |   |     |
| A               | 17 | Maksim Michajłow    | 2 zmiana    |             | 1 wskładzie |   |   | 4   |
| Trener          |    |                     |             |             |             |   |   |     |
| Władimir Alekno |    |                     |             |             |             |   |   |     |

| Poz.         | Nr | Zawodnik         | 1           | 2           | 3           | 4 | 5 | Pkt |
| ------------ | -- | ---------------- | ----------- | ----------- | ----------- | - | - | --- |
| R            | 5  | Daisuke Usami    | 1 wskładzie | 1 wskładzie | 1 wskładzie |   |   |     |
| Ś            | 6  | Yoshifumi Suzuki | 1 wskładzie | 1 wskładzie | 1 wskładzie |   |   | 7   |
| Ś            | 12 | Kota Yamamura    | 1 wskładzie | 1 wskładzie | 1 wskładzie |   |   | 6   |
| A            | 13 | Kunihiro Shimizu | 1 wskładzie |             |             |   |   | 1   |
| P            | 14 | Tatsuya Fukuzawa | 1 wskładzie |             | 1 wskładzie |   |   | 7   |
| P            | 17 | Yū Koshikawa     | 1 wskładzie | 1 wskładzie |             |   |   | 9   |
| L            | 1  | Daisuke Sakai    | L           | L           | L           |   |   |     |
| Zmiany       |    |                  |             |             |             |   |   |     |
| A            | 8  | Yuya Ageba       | 2 zmiana    | 1 wskładzie | 1 wskładzie |   |   | 5   |
| P            | 16 | Yusuke Ishijima  |             |             | 2 zmiana    |   |   |     |
| P            | 18 | Yuta Yoneyama    | 2 zmiana    | 1 wskładzie | 1 wskładzie |   |   | 5   |
| Trener       |    |                  |             |             |             |   |   |     |
| Tatsuya Ueta |    |                  |             |             |             |   |   |     |

Statystyki meczowe
| Rosja | STATYSTYKI        | Japonia |
| 75    | MAŁE PUNKTY       | 54      |
| 38    | ATAK              | 36      |
| 7     | BLOK              | 2       |
| 9     | SERWIS            | 2       |
| 21    | BŁĘDY PRZECIWNIKA | 14      |

### Niemcy – Bułgaria (1. mecz)
Sobota, 18 czerwca 2011 – 18:10 (UTC+2) • Bremen Arena, Brema
Widzów: 1 300
Czas trwania meczu: 139 minut
Sędziowie: Gilles Gaupp (Francja) i Kari Partiainen (Finlandia)
| Niemcy               | 3:2                                                       | Bułgaria              |
| Jochen Schöps 20 pkt | (25:18, 25:21, 18:25, 18:25, 15:13) raport P-2 raport P-3 | Cwetan Sokołow 33 pkt |

| Poz.        | Nr | Zawodnik           | 1           | 2           | 3           | 4           | 5           | Pkt |
| ----------- | -- | ------------------ | ----------- | ----------- | ----------- | ----------- | ----------- | --- |
| P           | 3  | Sebastian Schwarz  | 1 wskładzie | 1 wskładzie | 1 wskładzie | 1 wskładzie | 1 wskładzie | 8   |
| Ś           | 8  | Marcus Böhme       | 1 wskładzie | 1 wskładzie | 1 wskładzie | 1 wskładzie | 1 wskładzie | 13  |
| Ś           | 9  | Stefan Hübner      | 1 wskładzie | 1 wskładzie | 1 wskładzie | 1 wskładzie | 1 wskładzie | 11  |
| A           | 10 | Jochen Schöps      | 1 wskładzie | 1 wskładzie | 1 wskładzie | 1 wskładzie | 1 wskładzie | 20  |
| P           | 14 | Robert Kromm       | 1 wskładzie | 1 wskładzie | 1 wskładzie | 1 wskładzie | 1 wskładzie | 11  |
| R           | 17 | Patrick Steuerwald | 1 wskładzie | 1 wskładzie | 1 wskładzie | 1 wskładzie | 1 wskładzie | 2   |
| L           | 2  | Markus Steuerwald  | L           | L           | L           | L           | L           |     |
| Zmiany      |    |                    |             |             |             |             |             |     |
| P           | 1  | Marcus Popp        |             |             |             | 2 zmiana    | 2 zmiana    |     |
| R           | 4  | Simon Tischer      |             | 2 zmiana    | 2 zmiana    | 2 zmiana    | 2 zmiana    |     |
| P           | 6  | Denis Kaliberda    | 2 zmiana    | 2 zmiana    | 2 zmiana    | 2 zmiana    | 4 pusty     | 3   |
| A           | 13 | Christian Dünnes   |             | 2 zmiana    | 2 zmiana    | 2 zmiana    | 4 pusty     | 5   |
| Trener      |    |                    |             |             |             |             |             |     |
| Raúl Lozano |    |                    |             |             |             |             |             |     |

| Poz.              | Nr | Zawodnik          | 1           | 2           | 3           | 4           | 5           | Pkt |
| ----------------- | -- | ----------------- | ----------- | ----------- | ----------- | ----------- | ----------- | --- |
| R                 | 3  | Andrej Żekow      | 1 wskładzie | 1 wskładzie | 1 wskładzie | 1 wskładzie | 1 wskładzie | 3   |
| P                 | 6  | Matej Kazijski    | 1 wskładzie | 1 wskładzie | 1 wskładzie | 1 wskładzie | 1 wskładzie | 11  |
| P                 | 10 | Walentin Bratojew | 1 wskładzie |             |             | 4 pusty     | 4 pusty     | 3   |
| Ś                 | 12 | Wiktor Josifow    | 1 wskładzie | 1 wskładzie | 1 wskładzie | 1 wskładzie | 1 wskładzie | 4   |
| Ś                 | 14 | Teodor Todorow    | 1 wskładzie | 1 wskładzie | 2 zmiana    | 1 wskładzie | 1 wskładzie | 8   |
| A                 | 19 | Cwetan Sokołow    | 1 wskładzie | 1 wskładzie | 1 wskładzie | 1 wskładzie | 1 wskładzie | 33  |
| L                 | 4  | Władysław Iwanow  | L           | L           | L           | L           | L           |     |
| Zmiany            |    |                   |             |             |             |             |             |     |
| R                 | 1  | Georgi Bratojew   |             |             |             | 4 pusty     | 2 zmiana    |     |
| Ś                 | 2  | Christo Cwetanow  |             | 2 zmiana    | 1 wskładzie | 4 pusty     | 4 pusty     | 1   |
| P                 | 15 | Todor Aleksijew   | 2 zmiana    | 1 wskładzie | 2 zmiana    | 4 pusty     | 2 zmiana    | 6   |
| P                 | 17 | Nikołaj Penczew   | 2 zmiana    | 2 zmiana    | 1 wskładzie | 1 wskładzie | 1 wskładzie | 2   |
| Trener            |    |                   |             |             |             |             |             |     |
| Radostin Stojczew |    |                   |             |             |             |             |             |     |

Statystyki meczowe
| Niemcy | STATYSTYKI        | Bułgaria |
| 101    | MAŁE PUNKTY       | 102      |
| 55     | ATAK              | 56       |
| 15     | BLOK              | 9        |
| 3      | SERWIS            | 6        |
| 28     | BŁĘDY PRZECIWNIKA | 31       |

### Niemcy – Bułgaria (2. mecz)
Niedziela, 19 czerwca 2011 – 18:10 (UTC+2) • Bremen Arena, Brema
Widzów: 1 800
Czas trwania meczu: 130 minut
Sędziowie: Kari Partiainen (Finlandia) i Gilles Gaupp (Francja)
| Niemcy               | 1:3                                                | Bułgaria              |
| Jochen Schöps 16 pkt | (24:26, 22:25, 25:20, 23:25) raport P-2 raport P-3 | Cwetan Sokołow 26 pkt |

| Poz.        | Nr | Zawodnik           | 1           | 2           | 3           | 4           | 5 | Pkt |
| ----------- | -- | ------------------ | ----------- | ----------- | ----------- | ----------- | - | --- |
| P           | 3  | Sebastian Schwarz  | 1 wskładzie | 1 wskładzie |             | 2 zmiana    |   | 6   |
| Ś           | 9  | Stefan Hübner      | 1 wskładzie | 1 wskładzie | 1 wskładzie | 1 wskładzie |   | 14  |
| A           | 10 | Jochen Schöps      | 1 wskładzie | 1 wskładzie | 1 wskładzie | 1 wskładzie |   | 16  |
| P           | 14 | Robert Kromm       | 1 wskładzie | 1 wskładzie | 1 wskładzie | 1 wskładzie |   | 13  |
| Ś           | 15 | Max Günthör        | 1 wskładzie | 1 wskładzie | 1 wskładzie | 1 wskładzie |   | 5   |
| R           | 17 | Patrick Steuerwald | 1 wskładzie | 1 wskładzie | 1 wskładzie | 1 wskładzie |   | 1   |
| L           | 2  | Markus Steuerwald  | L           | L           | L           | L           |   |     |
| Zmiany      |    |                    |             |             |             |             |   |     |
| P           | 1  | Marcus Popp        | 2 zmiana    | 2 zmiana    |             | 2 zmiana    |   | 3   |
| R           | 4  | Simon Tischer      | 2 zmiana    | 2 zmiana    |             | 2 zmiana    |   | 1   |
| P           | 6  | Denis Kaliberda    |             | 2 zmiana    | 1 wskładzie | 1 wskładzie |   | 2   |
| A           | 13 | Christian Dünnes   | 2 zmiana    |             |             | 2 zmiana    |   | 4   |
| Trener      |    |                    |             |             |             |             |   |     |
| Raúl Lozano |    |                    |             |             |             |             |   |     |

| Poz.              | Nr | Zawodnik         | 1           | 2           | 3           | 4           | 5 | Pkt |
| ----------------- | -- | ---------------- | ----------- | ----------- | ----------- | ----------- | - | --- |
| R                 | 3  | Andrej Żekow     | 1 wskładzie | 1 wskładzie | 1 wskładzie | 1 wskładzie |   | 3   |
| P                 | 6  | Matej Kazijski   | 1 wskładzie | 1 wskładzie | 1 wskładzie | 1 wskładzie |   | 16  |
| Ś                 | 12 | Wiktor Josifow   | 1 wskładzie | 1 wskładzie | 1 wskładzie | 1 wskładzie |   | 7   |
| Ś                 | 14 | Teodor Todorow   | 1 wskładzie | 1 wskładzie | 1 wskładzie | 1 wskładzie |   | 9   |
| P                 | 15 | Todor Aleksijew  | 1 wskładzie | 1 wskładzie | 1 wskładzie | 2 zmiana    |   | 8   |
| A                 | 19 | Cwetan Sokołow   | 1 wskładzie | 1 wskładzie | 1 wskładzie | 1 wskładzie |   | 26  |
| L                 | 4  | Władysław Iwanow | L           | L           | L           | L           |   |     |
| Zmiany            |    |                  |             |             |             |             |   |     |
| R                 | 1  | Georgi Bratojew  | 2 zmiana    |             |             | 4 pusty     |   |     |
| P                 | 17 | Nikołaj Penczew  | 2 zmiana    | 2 zmiana    | 2 zmiana    | 1 wskładzie |   | 4   |
| P                 | 20 | Danaił Miłuszew  |             |             | 2 zmiana    | 4 pusty     |   | 1   |
| Trener            |    |                  |             |             |             |             |   |     |
| Radostin Stojczew |    |                  |             |             |             |             |   |     |

Statystyki meczowe
| Niemcy | STATYSTYKI        | Bułgaria |
| 94     | MAŁE PUNKTY       | 96       |
| 56     | ATAK              | 55       |
| 8      | BLOK              | 14       |
| 1      | SERWIS            | 5        |
| 29     | BŁĘDY PRZECIWNIKA | 22       |

## Spotkania 5. kolejki

### Niemcy – Rosja (1. mecz)
Czwartek, 23 czerwca 2011 – 19:40 (UTC+2) • Max-Schmeling-Halle, Berlin
Widzów: 3 751
Czas trwania meczu: 135 minut
Sędziowie: Dejan Jovanović (Serbia) i Milan Labašta (Czechy)
| Niemcy                                   | 2:3                                                      | Rosja                   |
| Robert Kromm 23 pkt Jochen Schöps 23 pkt | (14:25, 25:22, 25:21, 23:25, 7:15) raport P-2 raport P-3 | Maksim Michajłow 18 pkt |

| Poz.        | Nr | Zawodnik           | 1           | 2           | 3           | 4           | 5           | Pkt |
| ----------- | -- | ------------------ | ----------- | ----------- | ----------- | ----------- | ----------- | --- |
| P           | 3  | Sebastian Schwarz  | 1 wskładzie | 1 wskładzie | 1 wskładzie | 1 wskładzie | 1 wskładzie | 1   |
| Ś           | 9  | Stefan Hübner      | 1 wskładzie | 1 wskładzie | 1 wskładzie | 1 wskładzie | 1 wskładzie | 9   |
| A           | 10 | Jochen Schöps      | 1 wskładzie | 1 wskładzie | 1 wskładzie | 1 wskładzie | 1 wskładzie | 23  |
| P           | 14 | Robert Kromm       | 1 wskładzie | 1 wskładzie | 1 wskładzie | 1 wskładzie | 1 wskładzie | 23  |
| Ś           | 15 | Max Günthör        | 1 wskładzie |             |             | 4 pusty     | 4 pusty     |     |
| R           | 17 | Patrick Steuerwald | 1 wskładzie | 1 wskładzie | 1 wskładzie | 1 wskładzie | 1 wskładzie | 2   |
| L           | 2  | Markus Steuerwald  | L           | L           | L           | L           | L           |     |
| Zmiany      |    |                    |             |             |             |             |             |     |
| P           | 1  | Marcus Popp        | 2 zmiana    |             |             | 4 pusty     | 4 pusty     |     |
| R           | 4  | Simon Tischer      |             | 2 zmiana    |             | 2 zmiana    | 2 zmiana    |     |
| Ś           | 8  | Marcus Böhme       | 2 zmiana    | 1 wskładzie | 1 wskładzie | 1 wskładzie | 1 wskładzie | 10  |
| Trener      |    |                    |             |             |             |             |             |     |
| Raúl Lozano |    |                    |             |             |             |             |             |     |

| Poz.            | Nr | Zawodnik            | 1           | 2           | 3           | 4           | 5           | Pkt |
| --------------- | -- | ------------------- | ----------- | ----------- | ----------- | ----------- | ----------- | --- |
| Ś               | 3  | Nikołaj Apalikow    | 1 wskładzie | 1 wskładzie | 1 wskładzie | 1 wskładzie | 4 pusty     | 7   |
| P               | 4  | Taras Chtiej        | 1 wskładzie | 1 wskładzie | 1 wskładzie | 2 zmiana    | 2 zmiana    | 14  |
| R               | 5  | Siergiej Grankin    | 1 wskładzie | 1 wskładzie | 1 wskładzie | 1 wskładzie | 1 wskładzie | 1   |
| P               | 8  | Dienis Biriukow     | 1 wskładzie | 1 wskładzie | 1 wskładzie | 1 wskładzie | 1 wskładzie | 14  |
| A               | 17 | Maksim Michajłow    | 1 wskładzie | 1 wskładzie | 1 wskładzie | 1 wskładzie | 1 wskładzie | 18  |
| Ś               | 18 | Aleksandr Wołkow    | 1 wskładzie | 1 wskładzie | 1 wskładzie | 1 wskładzie | 1 wskładzie | 12  |
| L               | 9  | Aleksander Sokołow  | L           | L           | L           | L           | L           |     |
| Zmiany          |    |                     |             |             |             |             |             |     |
| A               | 2  | Dmitrij Ilinych     |             | 2 zmiana    |             | 4 pusty     | 4 pusty     | 2   |
| R               | 12 | Aleksander But'ko   |             | 2 zmiana    | 2 zmiana    | 4 pusty     | 4 pusty     |     |
| Ś               | 14 | Dmitrij Szczerbinin |             |             |             | 2 zmiana    | 1 wskładzie |     |
| P               | 15 | Aleksiej Spiridonow |             |             | 2 zmiana    | 1 wskładzie | 1 wskładzie | 9   |
| Trener          |    |                     |             |             |             |             |             |     |
| Władimir Alekno |    |                     |             |             |             |             |             |     |

Statystyki meczowe
| Niemcy | STATYSTYKI        | Rosja |
| 94     | MAŁE PUNKTY       | 108   |
| 57     | ATAK              | 61    |
| 8      | BLOK              | 13    |
| 3      | SERWIS            | 3     |
| 26     | BŁĘDY PRZECIWNIKA | 31    |

### Niemcy – Rosja (2. mecz)
Niemcy, 24 czerwca 2011 – 19:40 (UTC+2) • Max-Schmeling-Halle, Berlin
Widzów: 3 750
Czas trwania meczu: 129 minut
Sędziowie: Milan Labašta (Czechy) i Dejan Jovanović (Serbia)
| Niemcy                                   | 1:3                                                | Rosja                   |
| Robert Kromm 14 pkt Jochen Schöps 14 pkt | (29:27, 20:25, 17:25, 26:28) raport P-2 raport P-3 | Maksim Michajłow 21 pkt |

| Poz.        | Nr | Zawodnik           | 1           | 2           | 3           | 4           | 5 | Pkt |
| ----------- | -- | ------------------ | ----------- | ----------- | ----------- | ----------- | - | --- |
| P           | 3  | Sebastian Schwarz  | 1 wskładzie | 1 wskładzie | 1 wskładzie | 1 wskładzie |   | 7   |
| Ś           | 8  | Marcus Böhme       | 1 wskładzie | 1 wskładzie | 1 wskładzie | 1 wskładzie |   | 9   |
| Ś           | 9  | Stefan Hübner      | 1 wskładzie | 1 wskładzie | 1 wskładzie | 1 wskładzie |   | 13  |
| A           | 10 | Jochen Schöps      | 1 wskładzie | 1 wskładzie | 1 wskładzie | 1 wskładzie |   | 14  |
| P           | 14 | Robert Kromm       | 1 wskładzie | 1 wskładzie | 1 wskładzie | 1 wskładzie |   | 14  |
| R           | 17 | Patrick Steuerwald | 1 wskładzie | 1 wskładzie | 1 wskładzie | 1 wskładzie |   | 1   |
| L           | 2  | Markus Steuerwald  | L           | L           | L           | L           |   |     |
| Zmiany      |    |                    |             |             |             |             |   |     |
| P           | 1  | Marcus Popp        | 2 zmiana    |             |             | 4 pusty     |   |     |
| R           | 4  | Simon Tischer      | 2 zmiana    | 2 zmiana    | 2 zmiana    | 2 zmiana    |   |     |
| P           | 6  | Denis Kaliberda    |             |             |             | 2 zmiana    |   | 4   |
| A           | 13 | Christian Dünnes   | 2 zmiana    | 2 zmiana    | 2 zmiana    | 4 pusty     |   |     |
| Trener      |    |                    |             |             |             |             |   |     |
| Raúl Lozano |    |                    |             |             |             |             |   |     |

| Poz.            | Nr | Zawodnik            | 1           | 2           | 3           | 4           | 5 | Pkt |
| --------------- | -- | ------------------- | ----------- | ----------- | ----------- | ----------- | - | --- |
| P               | 2  | Dmitrij Ilinych     | 1 wskładzie |             | 1 wskładzie | 1 wskładzie |   | 16  |
| Ś               | 3  | Nikołaj Apalikow    | 1 wskładzie | 1 wskładzie |             | 4 pusty     |   | 2   |
| R               | 5  | Siergiej Grankin    | 1 wskładzie | 1 wskładzie | 1 wskładzie | 1 wskładzie |   | 4   |
| Ś               | 14 | Dmitrij Szczerbinin | 1 wskładzie | 1 wskładzie | 1 wskładzie | 1 wskładzie |   | 4   |
| P               | 15 | Aleksiej Spiridonow | 1 wskładzie | 1 wskładzie | 1 wskładzie | 1 wskładzie |   | 14  |
| A               | 17 | Maksim Michajłow    | 1 wskładzie | 1 wskładzie | 1 wskładzie | 1 wskładzie |   | 21  |
| L               | 9  | Aleksander Sokołow  | L           | L           | L           | L           |   |     |
| Zmiany          |    |                     |             |             |             |             |   |     |
| P               | 4  | Taras Chtiej        | 2 zmiana    | 2 zmiana    |             | 2 zmiana    |   | 1   |
| P               | 8  | Dienis Biriukow     |             | 1 wskładzie |             | 2 zmiana    |   | 8   |
| R               | 12 | Aleksander But'ko   | 2 zmiana    |             |             | 4 pusty     |   |     |
| Ś               | 18 | Aleksandr Wołkow    |             | 2 zmiana    | 1 wskładzie | 1 wskładzie |   | 6   |
| Trener          |    |                     |             |             |             |             |   |     |
| Władimir Alekno |    |                     |             |             |             |             |   |     |

Statystyki meczowe
| Niemcy | STATYSTYKI        | Rosja |
| 92     | MAŁE PUNKTY       | 105   |
| 45     | ATAK              | 56    |
| 10     | BLOK              | 14    |
| 7      | SERWIS            | 6     |
| 30     | BŁĘDY PRZECIWNIKA | 29    |

### Bułgaria – Japonia (1. mecz)
Sobota, 25 czerwca 2011 – 18:10 (UTC+3) • Pałac Kultury i Sportu, Warna
Widzów: 4 000
Czas trwania meczu: 84 minuty
Sędziowie: Luo Wensheng (Chiny) i Nathanon Sowapark (Tajlandia)
| Bułgaria              | 3:0                                         | Japonia              |
| Cwetan Sokołow 23 pkt | (25:20, 25:21, 25:23) raport P-2 raport P-3 | Yuta Yoneyama 12 pkt |

| Poz.              | Nr | Zawodnik         | 1           | 2           | 3           | 4 | 5 | Pkt |
| ----------------- | -- | ---------------- | ----------- | ----------- | ----------- | - | - | --- |
| R                 | 3  | Andrej Żekow     | 1 wskładzie | 1 wskładzie | 1 wskładzie |   |   | 1   |
| P                 | 6  | Matej Kazijski   | 1 wskładzie | 1 wskładzie | 1 wskładzie |   |   | 7   |
| Ś                 | 12 | Wiktor Josifow   | 1 wskładzie | 1 wskładzie | 1 wskładzie |   |   | 8   |
| Ś                 | 14 | Teodor Todorow   | 1 wskładzie | 1 wskładzie | 1 wskładzie |   |   | 9   |
| P                 | 15 | Todor Aleksijew  | 1 wskładzie | 1 wskładzie | 1 wskładzie |   |   | 9   |
| A                 | 19 | Cwetan Sokołow   | 1 wskładzie | 1 wskładzie | 1 wskładzie |   |   | 23  |
| L                 | 4  | Władysław Iwanow | L           | L           | L           |   |   |     |
| Zmiany            |    |                  |             |             |             |   |   |     |
| P                 | 9  | Metodi Ananiew   |             | 2 zmiana    |             |   |   |     |
| P                 | 17 | Nikołaj Penczew  | 2 zmiana    | 2 zmiana    | 2 zmiana    |   |   | 2   |
| Trener            |    |                  |             |             |             |   |   |     |
| Radostin Stojczew |    |                  |             |             |             |   |   |     |

| Poz.         | Nr | Zawodnik          | 1           | 2           | 3           | 4 | 5 | Pkt |
| ------------ | -- | ----------------- | ----------- | ----------- | ----------- | - | - | --- |
| R            | 5  | Daisuke Usami     | 1 wskładzie |             |             |   |   |     |
| Ś            | 9  | Takaaki Tomimatsu | 1 wskładzie | 1 wskładzie |             |   |   | 1   |
| Ś            | 12 | Kota Yamamura     | 1 wskładzie | 1 wskładzie | 1 wskładzie |   |   | 3   |
| A            | 13 | Kunihiro Shimizu  | 1 wskładzie | 1 wskładzie | 1 wskładzie |   |   | 11  |
| P            | 14 | Tatsuya Fukuzawa  | 1 wskładzie | 1 wskładzie | 1 wskładzie |   |   | 8   |
| P            | 18 | Yuta Yoneyama     | 1 wskładzie | 1 wskładzie | 1 wskładzie |   |   | 12  |
| L            | 3  | Takeshi Nagano    | L           | L           | L           |   |   |     |
| Zmiany       |    |                   |             |             |             |   |   |     |
| R            | 2  | Yuta Abe          | 2 zmiana    | 1 wskładzie | 1 wskładzie |   |   | 1   |
| Ś            | 6  | Yoshifumi Suzuki  |             | 2 zmiana    | 1 wskładzie |   |   | 3   |
| A            | 8  | Yuya Ageba        |             |             | 2 zmiana    |   |   |     |
| P            | 17 | Yū Koshikawa      |             |             | 2 zmiana    |   |   | 4   |
| Trener       |    |                   |             |             |             |   |   |     |
| Tatsuya Ueta |    |                   |             |             |             |   |   |     |

Statystyki meczowe
| Bułgaria | STATYSTYKI        | Japonia |
| 75       | MAŁE PUNKTY       | 64      |
| 38       | ATAK              | 38      |
| 17       | BLOK              | 2       |
| 4        | SERWIS            | 3       |
| 16       | BŁĘDY PRZECIWNIKA | 21      |

### Bułgaria – Japonia (2. mecz)
Niedziela, 26 czerwca 2011 – 18:10 (UTC+3) • Pałac Kultury i Sportu, Warna
Widzów: 4 100
Czas trwania meczu: 128 minut
Sędziowie: Nathanon Sowapark (Tajlandia) i Luo Wensheng (Chiny)
| Bułgaria              | 3:2                                                       | Japonia                 |
| Cwetan Sokołow 29 pkt | (25:21, 20:25, 25:13, 21:25, 15:10) raport P-2 raport P-3 | Tatsuya Fukuzawa 26 pkt |

| Poz.              | Nr | Zawodnik         | 1           | 2           | 3           | 4           | 5           | Pkt |
| ----------------- | -- | ---------------- | ----------- | ----------- | ----------- | ----------- | ----------- | --- |
| R                 | 3  | Andrej Żekow     | 1 wskładzie | 1 wskładzie | 1 wskładzie | 1 wskładzie | 1 wskładzie | 2   |
| P                 | 6  | Matej Kazijski   | 1 wskładzie | 1 wskładzie | 1 wskładzie | 1 wskładzie | 1 wskładzie | 11  |
| Ś                 | 12 | Wiktor Josifow   | 1 wskładzie | 1 wskładzie | 1 wskładzie | 1 wskładzie | 1 wskładzie | 8   |
| Ś                 | 14 | Teodor Todorow   | 1 wskładzie | 1 wskładzie | 1 wskładzie | 1 wskładzie | 1 wskładzie | 15  |
| P                 | 15 | Todor Aleksijew  | 1 wskładzie | 1 wskładzie | 1 wskładzie | 2 zmiana    | 4 pusty     | 11  |
| A                 | 19 | Cwetan Sokołow   | 1 wskładzie | 1 wskładzie | 1 wskładzie | 1 wskładzie | 1 wskładzie | 29  |
| L                 | 4  | Władysław Iwanow | L           | L           | L           | L           | L           |     |
| Zmiany            |    |                  |             |             |             |             |             |     |
| R                 | 1  | Georgi Bratojew  |             | 2 zmiana    |             | 4 pusty     | 4 pusty     |     |
| P                 | 9  | Metodi Ananiew   |             | 2 zmiana    |             | 2 zmiana    | 4 pusty     | 1   |
| P                 | 17 | Nikołaj Penczew  | 2 zmiana    | 2 zmiana    | 2 zmiana    | 1 wskładzie | 1 wskładzie | 8   |
| A                 | 20 | Danaił Miłuszew  |             |             | 2 zmiana    | 4 pusty     | 4 pusty     |     |
| Trener            |    |                  |             |             |             |             |             |     |
| Radostin Stojczew |    |                  |             |             |             |             |             |     |

| Poz.         | Nr | Zawodnik          | 1           | 2           | 3           | 4           | 5           | Pkt |
| ------------ | -- | ----------------- | ----------- | ----------- | ----------- | ----------- | ----------- | --- |
| R            | 2  | Yuta Abe          | 1 wskładzie | 1 wskładzie | 1 wskładzie | 1 wskładzie | 1 wskładzie |     |
| Ś            | 9  | Takaaki Tomimatsu | 1 wskładzie | 1 wskładzie | 1 wskładzie | 1 wskładzie | 1 wskładzie | 7   |
| Ś            | 12 | Kota Yamamura     | 1 wskładzie | 1 wskładzie | 1 wskładzie | 1 wskładzie | 1 wskładzie | 7   |
| A            | 13 | Kunihiro Shimizu  | 1 wskładzie | 1 wskładzie | 1 wskładzie | 1 wskładzie | 1 wskładzie | 15  |
| P            | 14 | Tatsuya Fukuzawa  | 1 wskładzie | 1 wskładzie | 1 wskładzie | 1 wskładzie | 1 wskładzie | 26  |
| P            | 16 | Yusuke Ishijima   | 1 wskładzie |             | 2 zmiana    | 4 pusty     | 4 pusty     | 1   |
| L            | 3  | Takeshi Nagano    | L           | L           | L           | L           | L           |     |
| Zmiany       |    |                   |             |             |             |             |             |     |
| R            | 5  | Daisuke Usami     |             |             |             | 4 pusty     | 2 zmiana    |     |
| Ś            | 6  | Yoshifumi Suzuki  |             |             |             | 2 zmiana    | 2 zmiana    |     |
| A            | 8  | Yuya Ageba        | 2 zmiana    |             |             | 2 zmiana    | 2 zmiana    |     |
| P            | 17 | Yū Koshikawa      |             | 1 wskładzie | 1 wskładzie | 4 pusty     | 2 zmiana    | 5   |
| P            | 18 | Yuta Yoneyama     |             |             | 2 zmiana    | 1 wskładzie | 1 wskładzie | 7   |
| Trener       |    |                   |             |             |             |             |             |     |
| Tatsuya Ueta |    |                   |             |             |             |             |             |     |

Statystyki meczowe
| Bułgaria | STATYSTYKI        | Japonia |
| 106      | MAŁE PUNKTY       | 94      |
| 61       | ATAK              | 59      |
| 16       | BLOK              | 8       |
| 8        | SERWIS            | 1       |
| 21       | BŁĘDY PRZECIWNIKA | 26      |

## Spotkania 6. kolejki

### Bułgaria – Rosja (1. mecz)
Czwartek, 30 czerwca 2011 – 18:10 (UTC+3) • Pałac Kultury i Sportu, Warna
Widzów: 5 950
Czas trwania meczu: 128 minut
Sędziowie: Philip Vereecke (Francja) i Nihat Ermihan (Turcja)
| Bułgaria              | 3:1                                                | Rosja                   |
| Cwetan Sokołow 19 pkt | (25:22, 18:25, 30:28, 25:20) raport P-2 raport P-3 | Maksim Michajłow 21 pkt |

| Poz.              | Nr | Zawodnik         | 1           | 2           | 3           | 4           | 5 | Pkt |
| ----------------- | -- | ---------------- | ----------- | ----------- | ----------- | ----------- | - | --- |
| R                 | 3  | Andrej Żekow     | 1 wskładzie | 1 wskładzie | 1 wskładzie | 1 wskładzie |   | 5   |
| P                 | 6  | Matej Kazijski   | 1 wskładzie | 1 wskładzie | 1 wskładzie | 1 wskładzie |   | 17  |
| Ś                 | 12 | Wiktor Josifow   | 1 wskładzie | 1 wskładzie | 1 wskładzie | 1 wskładzie |   | 3   |
| Ś                 | 14 | Teodor Todorow   | 1 wskładzie | 1 wskładzie | 1 wskładzie | 1 wskładzie |   | 8   |
| P                 | 15 | Todor Aleksijew  | 1 wskładzie | 1 wskładzie | 1 wskładzie | 1 wskładzie |   | 13  |
| A                 | 19 | Cwetan Sokołow   | 1 wskładzie | 1 wskładzie | 1 wskładzie | 1 wskładzie |   | 19  |
| L                 | 4  | Władysław Iwanow | L           | L           | L           | L           |   |     |
| Zmiany            |    |                  |             |             |             |             |   |     |
| A                 | 11 | Władimir Nikołow |             | 2 zmiana    |             | 4 pusty     |   |     |
| P                 | 17 | Nikołaj Penczew  | 2 zmiana    | 2 zmiana    | 2 zmiana    | 2 zmiana    |   |     |
| Trener            |    |                  |             |             |             |             |   |     |
| Radostin Stojczew |    |                  |             |             |             |             |   |     |

| Poz.            | Nr | Zawodnik            | 1           | 2           | 3           | 4           | 5 | Pkt |
| --------------- | -- | ------------------- | ----------- | ----------- | ----------- | ----------- | - | --- |
| P               | 4  | Taras Chtiej        | 1 wskładzie | 1 wskładzie | 1 wskładzie | 4 pusty     |   | 9   |
| R               | 5  | Siergiej Grankin    | 1 wskładzie | 1 wskładzie | 1 wskładzie | 1 wskładzie |   | 2   |
| P               | 8  | Dienis Biriukow     | 1 wskładzie | 1 wskładzie | 1 wskładzie | 1 wskładzie |   | 16  |
| Ś               | 13 | Dmitrij Muserski    | 1 wskładzie | 1 wskładzie | 1 wskładzie | 4 pusty     |   | 8   |
| A               | 17 | Maksim Michajłow    | 1 wskładzie | 1 wskładzie | 1 wskładzie | 1 wskładzie |   | 21  |
| Ś               | 18 | Aleksandr Wołkow    | 1 wskładzie | 1 wskładzie | 1 wskładzie | 1 wskładzie |   | 15  |
| L               | 9  | Aleksander Sokołow  | L           | L           | L           | L           |   |     |
| Zmiany          |    |                     |             |             |             |             |   |     |
| A               | 1  | Dmitrij Ilinych     |             | 2 zmiana    | 2 zmiana    | 2 zmiana    |   | 2   |
| Ś               | 3  | Nikołaj Apalikow    | 2 zmiana    |             |             | 1 wskładzie |   |     |
| R               | 12 | Aleksander But'ko   |             | 2 zmiana    |             | 2 zmiana    |   |     |
| P               | 15 | Aleksiej Spiridonow |             |             | 2 zmiana    | 1 wskładzie |   | 5   |
| P               | 20 | Chaczatur Stepanian |             |             |             | 2 zmiana    |   |     |
| Trener          |    |                     |             |             |             |             |   |     |
| Władimir Alekno |    |                     |             |             |             |             |   |     |

Statystyki meczowe
| Bułgaria | STATYSTYKI        | Rosja |
| 98       | MAŁE PUNKTY       | 95    |
| 48       | ATAK              | 63    |
| 12       | BLOK              | 9     |
| 5        | SERWIS            | 6     |
| 33       | BŁĘDY PRZECIWNIKA | 17    |

### Bułgaria – Rosja (2. mecz)
Piątek, 1 lipca 2011 – 18:10 (UTC+3) • Pałac Kultury i Sportu, Warna
Widzów: 5 990
Czas trwania meczu: 137 minut
Sędziowie: Nihat Ermihan (Turcja) i Philip Vereecke (Francja)
| Bułgaria               | 2:3                                                       | Rosja                   |
| Todor Aleksijew 15 pkt | (14:25, 25:23, 13:25, 25:22, 12:15) raport P-2 raport P-3 | Maksim Michajłow 20 pkt |

| Poz.              | Nr | Zawodnik         | 1           | 2           | 3           | 4           | 5           | Pkt |
| ----------------- | -- | ---------------- | ----------- | ----------- | ----------- | ----------- | ----------- | --- |
| R                 | 3  | Andrej Żekow     | 1 wskładzie | 1 wskładzie | 1 wskładzie | 1 wskładzie | 1 wskładzie | 2   |
| P                 | 6  | Matej Kazijski   | 1 wskładzie | 1 wskładzie | 1 wskładzie | 1 wskładzie | 1 wskładzie | 12  |
| Ś                 | 12 | Wiktor Josifow   | 1 wskładzie | 1 wskładzie | 1 wskładzie | 1 wskładzie | 4 pusty     | 1   |
| Ś                 | 14 | Teodor Todorow   | 1 wskładzie | 1 wskładzie | 1 wskładzie | 1 wskładzie | 1 wskładzie | 5   |
| P                 | 15 | Todor Aleksijew  | 1 wskładzie | 1 wskładzie | 1 wskładzie | 1 wskładzie | 1 wskładzie | 15  |
| A                 | 19 | Cwetan Sokołow   | 1 wskładzie | 1 wskładzie |             | 1 wskładzie | 1 wskładzie | 14  |
| L                 | 4  | Władysław Iwanow | L           | L           | L           | L           | L           |     |
| Zmiany            |    |                  |             |             |             |             |             |     |
| R                 | 1  | Georgi Bratojew  | 2 zmiana    |             | 2 zmiana    | 4 pusty     | 4 pusty     |     |
| Ś                 | 2  | Christo Cwetanow |             |             |             | 2 zmiana    | 1 wskładzie | 1   |
| A                 | 11 | Władimir Nikołow |             | 2 zmiana    | 1 wskładzie | 4 pusty     | 2 zmiana    | 6   |
| P                 | 13 | Martin Bożiłow   | 2 zmiana    |             | 2 zmiana    | 2 zmiana    | 4 pusty     |     |
| P                 | 17 | Nikołaj Penczew  | 2 zmiana    | 2 zmiana    | 2 zmiana    | 2 zmiana    | 2 zmiana    |     |
| Trener            |    |                  |             |             |             |             |             |     |
| Radostin Stojczew |    |                  |             |             |             |             |             |     |

| Poz.            | Nr | Zawodnik            | 1           | 2           | 3           | 4           | 5           | Pkt |
| --------------- | -- | ------------------- | ----------- | ----------- | ----------- | ----------- | ----------- | --- |
| P               | 4  | Taras Chtiej        | 1 wskładzie | 1 wskładzie | 1 wskładzie | 1 wskładzie | 1 wskładzie | 15  |
| R               | 5  | Siergiej Grankin    | 1 wskładzie | 1 wskładzie | 1 wskładzie | 1 wskładzie | 1 wskładzie | 3   |
| P               | 8  | Dienis Biriukow     | 1 wskładzie | 1 wskładzie | 1 wskładzie | 1 wskładzie | 1 wskładzie | 14  |
| Ś               | 13 | Dmitrij Muserski    | 1 wskładzie | 1 wskładzie | 1 wskładzie | 1 wskładzie | 1 wskładzie | 19  |
| A               | 17 | Maksim Michajłow    | 1 wskładzie | 1 wskładzie | 1 wskładzie | 1 wskładzie | 1 wskładzie | 20  |
| Ś               | 18 | Aleksandr Wołkow    | 1 wskładzie | 1 wskładzie | 1 wskładzie | 1 wskładzie | 1 wskładzie | 11  |
| L               | 9  | Aleksander Sokołow  | L           | L           | L           | L           | L           |     |
| Zmiany          |    |                     |             |             |             |             |             |     |
| A               | 1  | Dmitrij Ilinych     | 2 zmiana    | 2 zmiana    |             | 4 pusty     | 2 zmiana    |     |
| P               | 20 | Chaczatur Stepanian |             |             |             | 2 zmiana    | 4 pusty     |     |
| Trener          |    |                     |             |             |             |             |             |     |
| Władimir Alekno |    |                     |             |             |             |             |             |     |

Statystyki meczowe
| Bułgaria | STATYSTYKI        | Rosja |
| 89       | MAŁE PUNKTY       | 110   |
| 47       | ATAK              | 59    |
| 9        | BLOK              | 13    |
| 0        | SERWIS            | 10    |
| 33       | BŁĘDY PRZECIWNIKA | 28    |

### Niemcy – Japonia (1. mecz)
Czwartek, 30 czerwca 2011 – 18:40 (UTC+2) • Porsche Arena, Stuttgart
Widzów: 2 100
Czas trwania meczu: 120 minut
Sędziowie: Piotr Dudek (Polska) i Dorin Mirel Zaharescu (Rumunia)
| Niemcy              | 3:1                                                | Japonia                 |
| Robert Kromm 17 pkt | (22:25, 25:21, 25:20, 25:21) raport P-2 raport P-3 | Tatsuya Fukuzawa 21 pkt |

| Poz.        | Nr | Zawodnik           | 1           | 2           | 3           | 4           | 5 | Pkt |
| ----------- | -- | ------------------ | ----------- | ----------- | ----------- | ----------- | - | --- |
| P           | 3  | Sebastian Schwarz  | 1 wskładzie | 1 wskładzie | 1 wskładzie | 1 wskładzie |   | 13  |
| Ś           | 8  | Marcus Böhme       | 1 wskładzie | 1 wskładzie | 1 wskładzie | 1 wskładzie |   | 14  |
| Ś           | 9  | Stefan Hübner      | 1 wskładzie | 1 wskładzie | 1 wskładzie | 1 wskładzie |   | 8   |
| A           | 10 | Jochen Schöps      | 1 wskładzie | 1 wskładzie | 1 wskładzie | 1 wskładzie |   | 10  |
| P           | 14 | Robert Kromm       | 1 wskładzie | 1 wskładzie | 1 wskładzie | 1 wskładzie |   | 17  |
| R           | 17 | Patrick Steuerwald | 1 wskładzie | 1 wskładzie | 1 wskładzie | 1 wskładzie |   | 2   |
| L           | 2  | Markus Steuerwald  | L           | L           | L           | L           |   |     |
| Zmiany      |    |                    |             |             |             |             |   |     |
| P           | 1  | Marcus Popp        |             | 2 zmiana    | 2 zmiana    | 2 zmiana    |   |     |
| R           | 4  | Simon Tischer      | 2 zmiana    | 2 zmiana    | 2 zmiana    | 2 zmiana    |   |     |
| A           | 13 | Christian Dünnes   | 2 zmiana    |             |             | 2 zmiana    |   | 1   |
| Trener      |    |                    |             |             |             |             |   |     |
| Raúl Lozano |    |                    |             |             |             |             |   |     |

| Poz.         | Nr | Zawodnik         | 1           | 2           | 3           | 4           | 5 | Pkt |
| ------------ | -- | ---------------- | ----------- | ----------- | ----------- | ----------- | - | --- |
| R            | 5  | Daisuke Usami    | 1 wskładzie | 1 wskładzie | 1 wskładzie | 1 wskładzie |   | 3   |
| Ś            | 12 | Kota Yamamura    | 1 wskładzie | 1 wskładzie | 1 wskładzie | 1 wskładzie |   | 5   |
| A            | 13 | Kunihiro Shimizu | 1 wskładzie | 1 wskładzie | 1 wskładzie | 4 pusty     |   | 7   |
| P            | 14 | Tatsuya Fukuzawa | 1 wskładzie | 1 wskładzie | 1 wskładzie | 1 wskładzie |   | 21  |
| Ś            | 16 | Yusuke Ishijima  | 1 wskładzie | 1 wskładzie | 1 wskładzie | 2 zmiana    |   | 6   |
| P            | 17 | Yū Koshikawa     | 1 wskładzie | 1 wskładzie | 1 wskładzie | 1 wskładzie |   | 20  |
| L            | 3  | Takeshi Nagano   | L           | L           | L           | L           |   |     |
| Zmiany       |    |                  |             |             |             |             |   |     |
| R            | 2  | Yuta Abe         |             |             | 2 zmiana    | 4 pusty     |   |     |
| Ś            | 6  | Yoshifumi Suzuki |             | 2 zmiana    | 2 zmiana    | 1 wskładzie |   | 1   |
| A            | 8  | Yuya Ageba       | 2 zmiana    | 2 zmiana    | 2 zmiana    | 2 zmiana    |   |     |
| A            | 18 | Yuta Yoneyama    |             |             |             | 1 wskładzie |   |     |
| P            | 20 | Takashi Dekita   |             | 2 zmiana    |             | 2 zmiana    |   |     |
| Trener       |    |                  |             |             |             |             |   |     |
| Tatsuya Ueta |    |                  |             |             |             |             |   |     |

Statystyki meczowe
| Niemcy | STATYSTYKI        | Japonia |
| 97     | MAŁE PUNKTY       | 87      |
| 48     | ATAK              | 54      |
| 14     | BLOK              | 8       |
| 3      | SERWIS            | 1       |
| 32     | BŁĘDY PRZECIWNIKA | 24      |

### Niemcy – Japonia (2. mecz)
Piątek, 1 lipca 2011 – 19:10 (UTC+2) • Porsche Arena, Stuttgart
Widzów: 3 000
Czas trwania meczu: 82 minuty
Sędziowie: Dorin Mirel Zaharescu (Rumunia) i Piotr Dudek (Polska)
| Niemcy              | 3:0                                         | Japonia                 |
| Robert Kromm 17 pkt | (25:14, 25:22, 25:20) raport P-2 raport P-3 | Kunihiro Shimizu 17 pkt |

| Poz.        | Nr | Zawodnik           | 1           | 2           | 3           | 4 | 5 | Pkt |
| ----------- | -- | ------------------ | ----------- | ----------- | ----------- | - | - | --- |
| P           | 3  | Sebastian Schwarz  | 1 wskładzie | 1 wskładzie | 1 wskładzie |   |   | 9   |
| Ś           | 8  | Marcus Böhme       | 1 wskładzie | 1 wskładzie | 1 wskładzie |   |   | 3   |
| A           | 13 | Christian Dünnes   | 1 wskładzie | 1 wskładzie | 1 wskładzie |   |   | 15  |
| P           | 14 | Robert Kromm       | 1 wskładzie | 1 wskładzie | 1 wskładzie |   |   | 17  |
| Ś           | 15 | Max Günthör        | 1 wskładzie | 1 wskładzie | 1 wskładzie |   |   | 9   |
| R           | 17 | Patrick Steuerwald | 1 wskładzie | 1 wskładzie | 1 wskładzie |   |   | 2   |
| L           | 2  | Markus Steuerwald  | L           | L           | L           |   |   |     |
| Zmiany      |    |                    |             |             |             |   |   |     |
| R           | 4  | Simon Tischer      |             | 2 zmiana    |             |   |   |     |
| Trener      |    |                    |             |             |             |   |   |     |
| Raúl Lozano |    |                    |             |             |             |   |   |     |

| Poz.         | Nr | Zawodnik         | 1           | 2           | 3           | 4 | 5 | Pkt |
| ------------ | -- | ---------------- | ----------- | ----------- | ----------- | - | - | --- |
| R            | 5  | Daisuke Usami    | 1 wskładzie | 1 wskładzie | 1 wskładzie |   |   |     |
| Ś            | 12 | Kota Yamamura    | 1 wskładzie | 1 wskładzie | 1 wskładzie |   |   | 4   |
| A            | 13 | Kunihiro Shimizu | 1 wskładzie | 1 wskładzie | 1 wskładzie |   |   | 17  |
| P            | 14 | Tatsuya Fukuzawa | 1 wskładzie | 2 zmiana    | 1 wskładzie |   |   | 3   |
| Ś            | 16 | Yusuke Ishijima  | 1 wskładzie | 1 wskładzie |             |   |   | 3   |
| P            | 17 | Yū Koshikawa     | 1 wskładzie | 1 wskładzie |             |   |   | 3   |
| L            | 3  | Takeshi Nagano   | L           | L           | L           |   |   |     |
| Zmiany       |    |                  |             |             |             |   |   |     |
| Ś            | 6  | Yoshifumi Suzuki |             | 2 zmiana    | 1 wskładzie |   |   |     |
| A            | 8  | Yuya Ageba       |             |             | 2 zmiana    |   |   |     |
| P            | 18 | Yuta Yoneyama    | 2 zmiana    | 1 wskładzie | 1 wskładzie |   |   | 6   |
| Trener       |    |                  |             |             |             |   |   |     |
| Tatsuya Ueta |    |                  |             |             |             |   |   |     |

Statystyki meczowe
| Niemcy | STATYSTYKI        | Japonia |
| 75     | MAŁE PUNKTY       | 56      |
| 40     | ATAK              | 33      |
| 9      | BLOK              | 2       |
| 6      | SERWIS            | 1       |
| 20     | BŁĘDY PRZECIWNIKA | 20      |

## Statystyki indywidualne
| Najlepiej punktujący | Najlepiej punktujący | Najlepiej punktujący | Najlepiej punktujący | Najlepiej punktujący | Najlepiej punktujący | Najlepiej punktujący | Najlepiej punktujący |
| Rk 1                 | Rk 2                 | Imię i nazwisko      | Atak                 | Blok                 | Serwis               | Razem                |                      |
| -------------------- | -------------------- | -------------------- | -------------------- | -------------------- | -------------------- | -------------------- | -------------------- |
| 1                    | 4                    | Robert Kromm         | 169                  | 14                   | 8                    | 191                  |                      |
| 2                    | 11                   | Maksim Michajłow     | 146                  | 13                   | 15                   | 174                  |                      |
| 3                    | 13                   | Cwetan Sokołow       | 143                  | 13                   | 10                   | 166                  |                      |
| 4                    | 15                   | Jochen Schöps        | 143                  | 14                   | 8                    | 165                  |                      |
| 5                    | 18                   | Matej Kazijski       | 134                  | 17                   | 6                    | 157                  |                      |

| Najlepiej atakujący | Najlepiej atakujący | Najlepiej atakujący | Najlepiej atakujący | Najlepiej atakujący | Najlepiej atakujący | Najlepiej atakujący | Najlepiej atakujący |
| Rk 1                | Rk 2                | Imię i nazwisko     | Atak 1              | Błędy               | Atak 2              | Razem               | %                   |
| ------------------- | ------------------- | ------------------- | ------------------- | ------------------- | ------------------- | ------------------- | ------------------- |
| 1                   | 3                   | Maksim Michajłow    | 146                 | 39                  | 94                  | 279                 | 52,33               |
| 2                   | 5                   | Tatsuya Fukuzawa    | 113                 | 49                  | 60                  | 222                 | 50,90               |
| 3                   | 7                   | Cwetan Sokołow      | 143                 | 48                  | 94                  | 285                 | 50,18               |
| 4                   | 8                   | Dienis Biriukow     | 93                  | 28                  | 66                  | 187                 | 49,73               |
| 5                   | 11                  | Robert Kromm        | 169                 | 52                  | 129                 | 350                 | 48,29               |

| Najlepiej blokujący | Najlepiej blokujący | Najlepiej blokujący | Najlepiej blokujący | Najlepiej blokujący | Najlepiej blokujący | Najlepiej blokujący | Najlepiej blokujący |
| Rk 1                | Rk 2                | Imię i nazwisko     | Bloki punktowe      | Błędy               | Wybloki             | Razem               | Średnio na set      |
| ------------------- | ------------------- | ------------------- | ------------------- | ------------------- | ------------------- | ------------------- | ------------------- |
| 1                   | 1                   | Teodor Todorow      | 51                  | 97                  | 49                  | 197                 | 1,04                |
| 2                   | 5                   | Stefan Hübner       | 41                  | 52                  | 51                  | 144                 | 0,80                |
| 3                   | 6                   | Aleksandr Wołkow    | 34                  | 81                  | 46                  | 161                 | 0,79                |
| 4                   | 20                  | Nikołaj Apalikow    | 24                  | 55                  | 33                  | 112                 | 0,56                |
| 5                   | 21                  | Dienis Biriukow     | 23                  | 18                  | 29                  | 70                  | 0,53                |

| Najlepiej zagrywający | Najlepiej zagrywający | Najlepiej zagrywający | Najlepiej zagrywający | Najlepiej zagrywający | Najlepiej zagrywający | Najlepiej zagrywający | Najlepiej zagrywający |
| Rk 1                  | Rk 2                  | Imię i nazwisko       | Serwisy punktowe      | Błędy                 | Inne                  | Razem                 | Średnio na set        |
| --------------------- | --------------------- | --------------------- | --------------------- | --------------------- | --------------------- | --------------------- | --------------------- |
| 1                     | 3                     | Dienis Biriukow       | 15                    | 18                    | 103                   | 136                   | 0,35                  |
| 2                     | 4                     | Maksim Michajłow      | 15                    | 34                    | 118                   | 167                   | 0,35                  |
| 3                     | 19                    | Teodor Todorow        | 10                    | 12                    | 122                   | 144                   | 0,20                  |
| 4                     | 20                    | Cwetan Sokołow        | 10                    | 26                    | 58                    | 94                    | 0,20                  |
| 5                     | 21                    | Marcus Böhme          | 10                    | 45                    | 105                   | 160                   | 0,20                  |

| Najlepiej broniący | Najlepiej broniący | Najlepiej broniący | Najlepiej broniący | Najlepiej broniący | Najlepiej broniący | Najlepiej broniący | Najlepiej broniący |
| Rk 1               | Rk 2               | Imię i nazwisko    | Obrony             | Błędy              | Przyjęcia          | Razem              | Średnio na set     |
| ------------------ | ------------------ | ------------------ | ------------------ | ------------------ | ------------------ | ------------------ | ------------------ |
| 1                  | 8                  | Władysław Iwanow   | 100                | 48                 | 45                 | 193                | 2,04               |
| 2                  | 9                  | Aleksander Sokołow | 84                 | 31                 | 37                 | 152                | 1,95               |
| 3                  | 17                 | Markus Steuerwald  | 83                 | 50                 | 36                 | 169                | 1,63               |
| 4                  | 29                 | Andrej Żekow       | 59                 | 24                 | 29                 | 112                | 1,20               |
| 5                  | 38                 | Maksim Michajłow   | 44                 | 27                 | 35                 | 106                | 1,02               |

| Najlepiej rozgrywający | Najlepiej rozgrywający | Najlepiej rozgrywający | Najlepiej rozgrywający | Najlepiej rozgrywający | Najlepiej rozgrywający | Najlepiej rozgrywający | Najlepiej rozgrywający |
| Rk 1                   | Rk 2                   | Imię i nazwisko        | Rozegranie 1           | Błędy                  | Rozegranie 2           | Razem                  | Średnio na set         |
| ---------------------- | ---------------------- | ---------------------- | ---------------------- | ---------------------- | ---------------------- | ---------------------- | ---------------------- |
| 1                      | 8                      | Patrick Steuerwald     | 350                    | 5                      | 338                    | 693                    | 6,86                   |
| 2                      | 9                      | Andrej Żekow           | 323                    | 9                      | 704                    | 1036                   | 6,59                   |
| 3                      | 10                     | Siergiej Grankin       | 264                    | 5                      | 347                    | 616                    | 6,14                   |
| 4                      | 11                     | Daisuke Usami          | 258                    | 5                      | 441                    | 704                    | 5,73                   |
| 5                      | 18                     | Simon Tischer          | 176                    | 1                      | 250                    | 427                    | 3,45                   |

| Najlepiej przyjmujący | Najlepiej przyjmujący | Najlepiej przyjmujący | Najlepiej przyjmujący | Najlepiej przyjmujący | Najlepiej przyjmujący | Najlepiej przyjmujący | Najlepiej przyjmujący |
| Rk 1                  | Rk 2                  | Imię i nazwisko       | Idealne               | Błędy                 | Przyjęcia serwisu     | Razem                 | %                     |
| --------------------- | --------------------- | --------------------- | --------------------- | --------------------- | --------------------- | --------------------- | --------------------- |
| 1                     | 21                    | Aleksander Sokołow    | 107                   | 10                    | 104                   | 221                   | 43,89                 |
| 2                     | 26                    | Władysław Iwanow      | 97                    | 11                    | 160                   | 268                   | 32,09                 |
| 3                     | 27                    | Matej Kazijski        | 115                   | 16                    | 179                   | 310                   | 31,94                 |
| 4                     | N/A                   | Sebastian Schwarz     | 102                   | 9                     | 123                   | 234                   |                       |
| 5                     | N/A                   | Robert Kromm          | 87                    | 17                    | 116                   | 220                   |                       |

| Najlepsi libero | Najlepsi libero | Najlepsi libero    | Najlepsi libero | Najlepsi libero | Najlepsi libero | Najlepsi libero | Najlepsi libero |
| Rk 1            | Rk 2            | Imię i nazwisko    | Idealne         | Błędy           | W grze          | Razem           | Średnio na set  |
| --------------- | --------------- | ------------------ | --------------- | --------------- | --------------- | --------------- | --------------- |
| 1               | 9               | Aleksander Sokołow | 191             | 41              | 141             | 373             | 4,44            |
| 2               | 11              | Władysław Iwanow   | 197             | 59              | 205             | 461             | 4,02            |
| 3               | 13              | Ferdinand Tille    | 64              | 20              | 74              | 158             | 1,25            |
| 4               | 15              | Osamu Tanabe       | 42              | 12              | 61              | 115             | 0,93            |